# Guerras marcomanas
Las guerras marcomanas fueron una serie de conflictos armados librados entre el Imperio romano y las tribus germanas y sármatas del norte.
El largo período, con intermitentes treguas, fue desde el 166 al 180 y se centró en la cuenca del Istrio (Danubio). El Imperio logró rechazar las incursiones bárbaras, que se consideran un preludio de las invasiones que sucederían en siglos posteriores.

## Antecedentes

### Situación previa
A finales del reinado de Antonino Pío el Imperio estaba en paz y en el clímax de su poder, probablemente por las victorias de Trajano y la hábil administración de Adriano. Con una sola carta logró convencer al rey de Partia, Vologases III, de no intentar invadir Armenia. También se negó a devolverle su trono real, que había sido capturado por Trajano. Sin embargo, al final de su vida se quejaba del comportamiento de ciertos reyes clientes, posiblemente los ubicados en sus fronteras orientales.

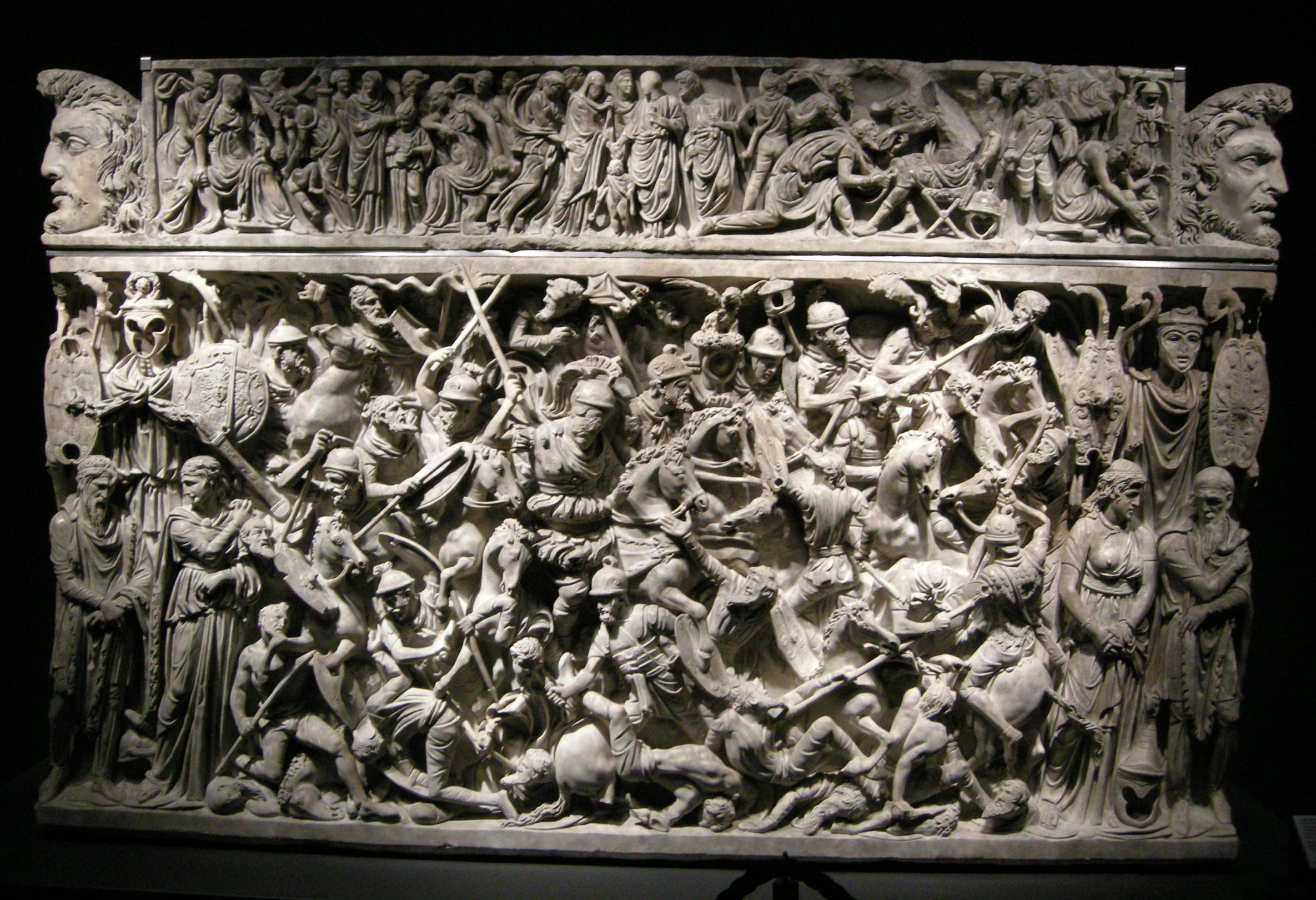
Batalla entre romanos y germanos en el Sarcófago de Portonaccio recogiendo imágenes de las campañas de 172-175.

El viejo emperador murió en 161 y fue sucedido por un joven Marco Aurelio, quien solo aceptó el trono y co-gobernaba con Lucio Vero, a quien comprometió con su propia hija, Lucila. Así, el Imperio tuvo dos emperadores que cogobernaron como iguales.
Aprovechando el desorden natural por la sucesión, el nuevo rey parto, Vologases IV, invadió Armenia e instaló a Pacoro, un miembro de su dinastía. Al mismo tiempo, los pictos atacaron el muro de Adriano en Britania y los catos incursionaron en Germania Superior, Recia y Campos Decumanos, posiblemente en 161-162. Marco Aurelio envió a Sexto Calpurnio Agrícola y a Cayo Aufidio Victorino contra pictos y catos respectivamente. Victorino sirvió como gobernador de Superior hasta el 166 aproximadamente y logró rechazar la invasión. El ataque de los pictos llevó a retirada de Caledonia por Marco Aurelio hacia 167, al parecer porque ya había iniciado una política de priorizar la pacificación de las tierras al norte del Danubio. En cambio, los ataques en Recia significaron la destrucción de las bases de auxiliares Abusina (actual Eining, Neustadt an der Donau), Ventonia (Pfünz, Walting) y otra de nombre desconocido (Böhming, Kipfenberg). Suerte distinta corrió Augusta Vindelicorum (Augsburgo), cuya guarnición resistió encabezada por el gobernador Desticio Severo.
Para encargarse del enemigo principal, el emperador envió a Lucio Vero mientras él mismo seguía en Roma atendiendo el gobierno y encargándose de la logística para el ejército en campaña en el Oriente. Tres de las trece legiones del Danubio fueron enviadas a la guerra oriental, debilitando las fronteras.
En 166 Lucio Vero volvió victorioso y fue premiado por el Senado con un triunfo, pero por exigencia del victorioso Marco Aurelio lo acompañó como su igual en el desfile. Sin embargo, mientras aún seguían las operaciones contra Partia, estalló un nuevo conflicto, esta vez con las tribus germanas. Esta guerra había logrado ser aplazada por los hábiles diplomáticos que Roma tenía en la frontera, impidiendo así que el Imperio tuviera que luchar en dos frentes justo en un momento en que, además, la capital imperial sufría de hambrunas. Marco Aurelio dio un discurso ante el Senado anunciando que para esta nueva guerra se necesitarían a ambos emperadores.

### Peste

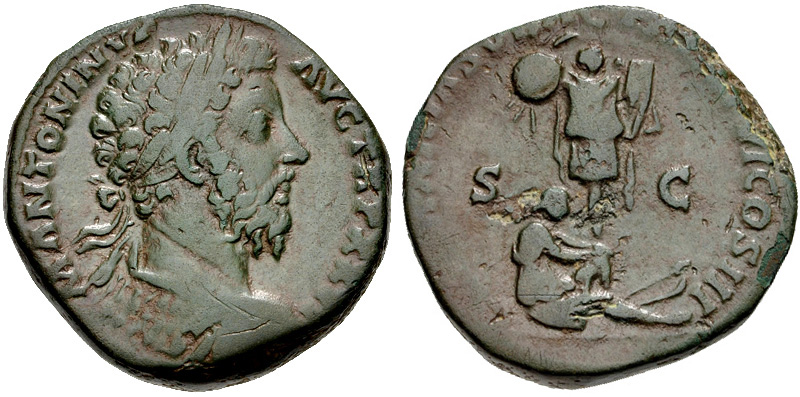
Sextercio de Marco Aurelio de fecha indeterminada entre 161 y 180, en cuyo reverso aparece un trofeo con un bárbaro rendido a sus pies y la expresión Germania capta, indicando la victoria romana sobre los germanos.

Para empeorar la situación, estalló una peste que produjo tal mortandad que en la capital las pilas de cadáveres debían retirarse en carros y se prohibió enterrarlos dentro de los límites de la ciudad. Muchos miles murieron, incluyendo muchos nobles prominentes a los que los césares hicieron construir estatuas. Para los más pobres, se pagó con dinero público las exequias fúnebres. Se desconoce cuál fue la enfermedad causante de dicha mortandad, pero se cree que posiblemente fuera viruela, después de analizar los relatos de Galeno de Pérgamo, quien la enfrentó en un campamento militar de Aquilea durante el invierno de 168, cuando las tropas volvían de Oriente.
La crisis fue tal, que durante el conflicto, para cubrir las plazas el emperador tuvo que reclutar y entrenar esclavos (como en la segunda guerra púnica), gladiadores y bandidos de Dardania y Dalmacia, o contratar germanos como auxiliares para enfrentar a otros germanos.

### Los germanos
Al otro lado de la frontera, en Germania Magna, la migración desde Escandinavia y el Báltico de los godos, sármatas, alanos y vándalos hacia el mar Negro ejercían una enorme presión sobre las tribus fronterizas, quizás por sobrepoblación o cambio climático. Era un efecto dominó en que estos pueblos expulsaban hacia el oeste y sur a otros, los que a su vez expulsaban a otros y así hasta arrinconar contra el Imperio, forzándolos a intentar invadirlo. Quizás, las incursiones fueron una prueba de la fuerza de las defensas y determinación romanas o en el imaginario germano seguía vivo el sueño de una Germania unida de Arminio.
Estas fronteras habían permanecido en paz desde comienzos del reinado de Trajano, quien creó la provincia de Dacia como un bastión «transdanubiano» desde donde amenazar a las tribus, solamente los sármatas roxolanos y yázigas habían hecho problemas, forzando a Adriano a abandonar las tierras de los primeros.
El crecimiento demográfico de la región solo hacia aumentar la presión sobre las fronteras imperiales, si a comienzos del siglo I los germanos no podían ser más de uno o dos millones de personas, poco antes de empezar las grandes migraciones alcanzarían los tres, y en el siglo V pasaron los cuatro. La situación era inmejorable para los atacantes, gran parte de las fuerzas imperiales estaban en el este y habían sufrido graves pérdidas por la guerra y la peste.
Las fuentes indican que el hierro era escaso entre los germanos, así que la mayoría iban armados solo lanzas y cachiporras, la única protección solía ser un escudo y las cotas de malla o cascos eran muy raros.

### Defensas romanas
Los limes del norte estaban defendidos por la legio XXX Ulpia Victrix (en Castra Vetera), la I Minervia (Bonna), la XXII Primigenia (Mogontiacum), la VIII Augusta (Argentoratum), la III Italica (Castra Regina), la II Italica (Lauriacum, la X Gemina (Vindobonna), la XIV Gemina (Carnuntum), la I Adiutrix (Brigetio), la II Adiutrix (Aquincum), la IV Flavia Felix (Singidunum), la VII Claudia (Virminacium), la XIII Gemina (Apulum), la V Macedonica (Potaissa), la I Italica (Novae) y XI Claudia (Durostorum).

## Primer conflicto (166-175)

### Primeros ataques
En 166-167, aprovechando que la guarnición de Brigetio (Komárom), la II Adiutrix, aún no volvía de Oriente, por ese sector una hueste de 6.000 osis y longobardos invadió Panonia Superior pero fueron cazados por la caballería del oficial Marco Macrinio Avito Catonio Víndex y la infantería (vexillatio de la Legio I Adiutrix) de un oficial llamado Cándido hasta aniquilarlos cerca de la actual Káloz (Fejér). Debido a esto, once tribus germanas, encabezadas por el rey marcomano Ballomar, iniciaron negociaciones con Marco Jalio Baso Fabio Valeriano, gobernador de Panonia Superior.
También, mientras nuevos incursores Recia y desde ahí Nórico, en el verano de 167 yázigas, costobocos y dacios libres atacaron las ricas minas áureas de Alburnus Maior (Roșia Montană). Los mineros huyeron, pero el gobernador Calpurnio Agrícola con un contingente de las legiones V Macedonica y XIII Gémina logró defenderlas con éxito, aunque los bárbaros permanecieron algún tiempo saqueando la provincia.

### Gran invasión

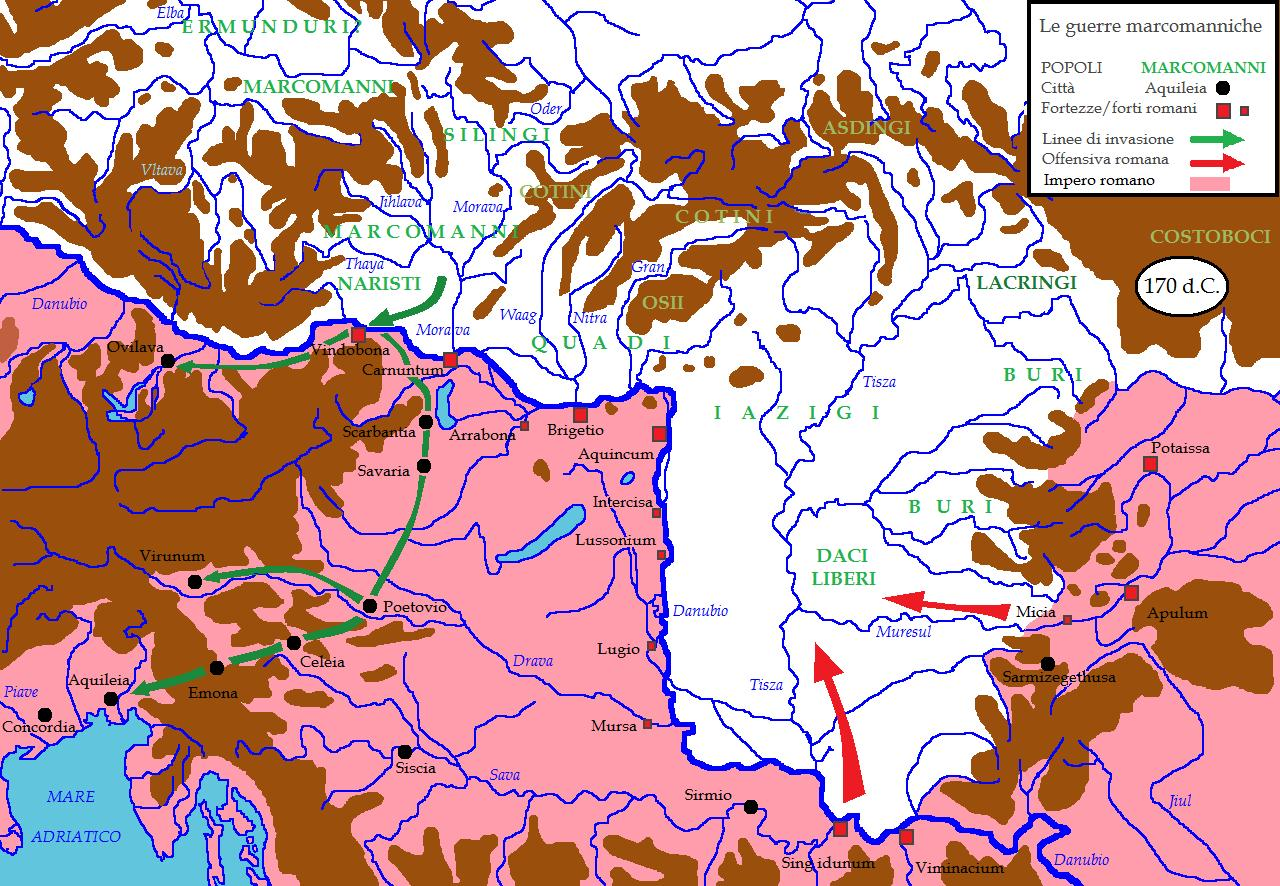
Invasión germana del 170. Los movimientos bárbaros (en verde) entran en territorio romano (rosado), mientras los romanos (rojo) lanzan incursiones contra los yázigas.

Una gran fuerza de marcomanos, victúfalos y cuados cruzaron el Rin e intentaron llegar a Italia según Dion Casio, aunque eruditos cuestionan que siguieran tal ruta porque esos pueblos vivían en la zona danubiana. Los bárbaros animaron a otras tribus a unírseles y amenazaron con atacar Italia si no los dejaban asentarse pacíficamente. El prefecto del Pretorio, Tito Furio Victorino, fue vencido y muerto y su ejército destruido. No se sabe si en una batalla campal o una emboscada. Al parecer, el prefecto marchaba con un ejército imberbe y heterogéneo formado por pretorianos, milicias urbanas de Roma y marineros de Rávena y Miseno. Luciano de Samósata dice que murieron 20.000 soldados en este combate, y tal desastre supondría que un gran ejército de germanos entró en Italia.
Sin embargo, como no hay más evidencia de otros autores antiguos, epigráfica o numismática, algunos creen que el combate que menciona Luciano es parte de una sátira sobre el taumaturgo Alejandro de Abonutico. Según Luciano, Alejandro hizo de pitoniso para el emperador gracias a la influencia de Publio Mumio Sisenna Rutiliano, gobernador de Asia. Predijo una gran victoria si arrojaban dos leones vivos, perfumes y ricas ofrendas al Danubio. Después de seguir su consejo vino el desastre, pero Alejandro se defendió recordando lo sucedido a Creso con el oráculo de Delfos: le hizo un anuncio similar y el rey de Lidia fue a enfrentar a Ciro II de Persia, siendo vencido. El oráculo dijo que predijo una victoria pero no de quién.
Atravesaron los Alpes julianos y entraron en la península itálica, asediando Aquileia (Aquilea) y saqueando Opitergium (Oderzo). Aquileia resultó tener defensas demasiado fuertes para el ejército bárbaro, inexperto en la guerra de asedios, tanto que no pudo vencer a las milicias reclutadas apresuradamente para defenderla porque la ciudad no tenía guarnición permanente; fue posiblemente en estos momentos que el rey cuado murió. Ante el temor por la invasión, Marco Aurelio hizo celebrar ceremonias religiosas para purificar Roma. Victorino fue sucedido en su cargo por Marco Bassaeo Rufo, antiguo gobernador de Egipto, quien destacaría en las expediciones contra germanos y sármatas, y que, posiblemente, trajo una vexillatio de la II Traiana a la capital.
En resumen, las fuentes indican que después de una derrota, no indicando cuánto tiempo después, los germanos atacaron el norte italiano y esto ha llevado a algunos a postular que el desastre pudo ocurrir en algún punto de la Galia Cisalpina. Era la primera vez desde que Cayo Mario venció a los cimbrios en Vercelas que bárbaros entraban en la península y la reacción imperial fue inmediata, aprovechando que éstos estaban ocupados en Aquileia.

### Reacción imperial

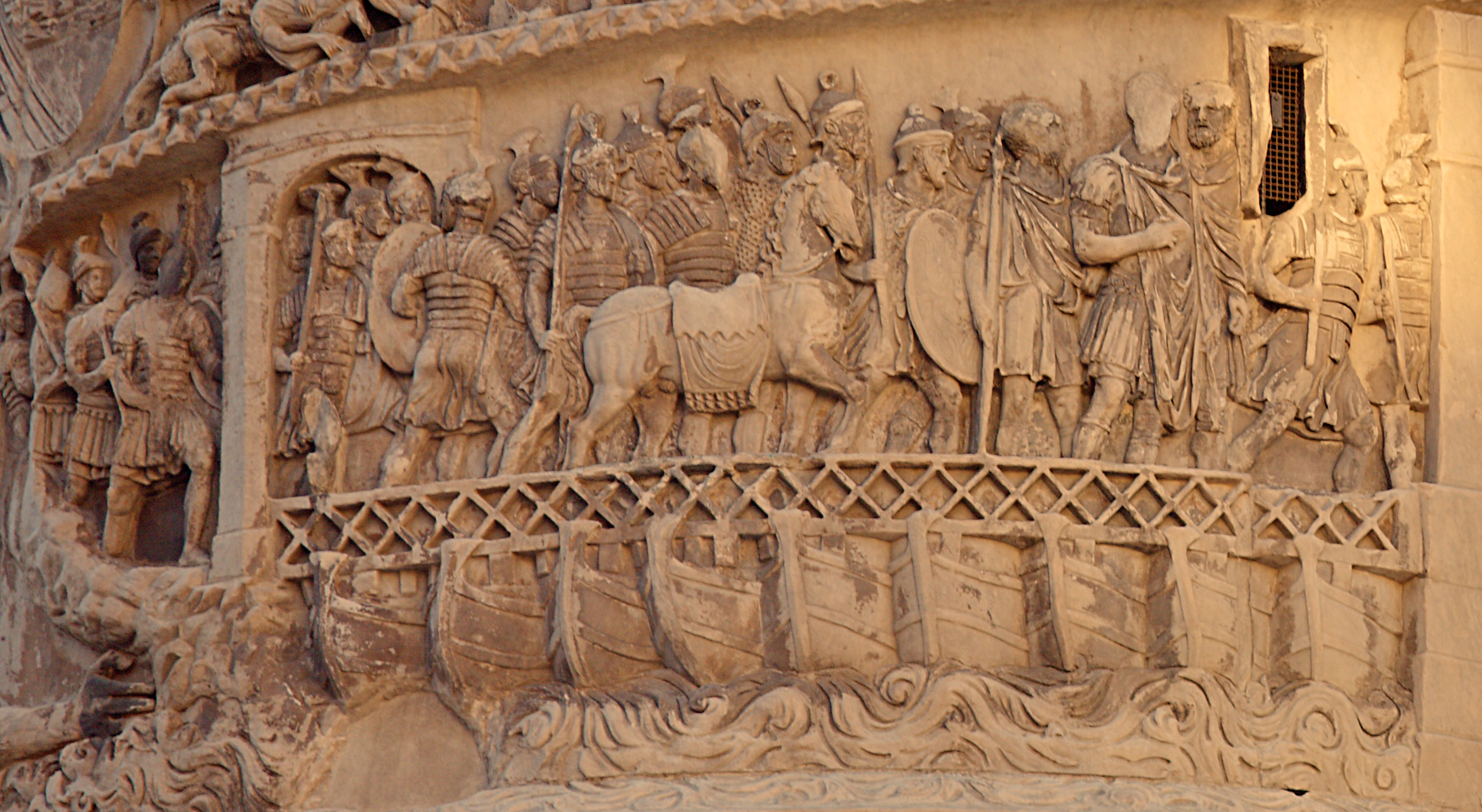
Marco Aurelio encabeza las tropas romanas que atraviesan el Danubio mediante un puente de barcas para invadir el territorio bárbaro.

Marco Aurelio envió a los legados Tiberio Claudio Pompeyano y Publio Helvio Pertinax (este último había sido secretario del anterior cuando fue gobernador de Panonia Inferior en 167 y como pretor comandaba la I Adiutrix) con las legiones I y II Adiutrix y X y XIV Gémina, unidades formidables aunque debilitadas por la peste, quizás acompañados de Marco Iallio Basso, gobernador de Panonia Superior.
El plan de los emperadores era avanzar desde el sur con un nuevo ejército de reclutas reforzados por los veteranos recién llegados, mientras que desde el noreste estas legiones cortaban su ruta de escape. Es probable que para estos momentos la peste empezara a afectar también a los invasores.
Frente al poderío imperial, los germanos se retiraron, probablemente a Recia y Nórico, y muchos reyes tribales asesinaron a los principales instigadores del conflicto que había entre sus gentes y rogaron por la paz enviando embajadores a los generales pidiendo perdón. Los cuados, cuyo monarca acababa de fallecer, se negaron a nombrar otro hasta que lo eligieran los emperadores. Lucio Vero les creyó y propuso parar la ofensiva, pero Marco Aurelio creía que solo prometían por el miedo a una fuerza tan grande y volverían a atacar cuando pudieran. Marco Aurelio decidió no dejar a su hermano en Roma debido a su libertinaje ni enviarlo solo al frente, así que ambos fueron al norte. Posiblemente los acompañarían un ejército de reclutas reforzados por veteranos de la XIV Gémina traídos para proteger Roma por el legado Cayo Vetio Sabiniano Julio Hospes a través del mar Adriático.
Lucio Vero no deseaba salir de Italia así que permanecieron en Aquilea, donde este se dedicó a banquetes y la cacería. Los emperadores terminaron por cruzar los Alpes y encargarse de preparar las defensas de Italia e Ilírico para prevenir nuevas invasiones. Este evento obligó a crear de la nada un nuevo distrito militar, praetentura Italiae et Alpium, para proteger Italia. Incluía los Alpes Julianos, Recia, Panonia y Nórico. Fue encargado a Quinto Antistio Advento como legatus Augusti mientras Marco Aurelio se preparaba para enfrentar a los germanos. Se reclutaron dos legiones, II y III Itálicas, para proteger el territorio, dejando a cargo de las levas a Cneo Julio Vero y Marco Claudio Frontón. Cuando fueron a Panonia y resolvieron la situación, acordaron que Lucio Vero volviera a Roma pero en el camino de regreso murió de apoplejía mientras viajaba en el carruaje con su coemperador. Era enero de 169. Su hermano no reinició las operaciones hasta que su hija y la viuda de Lucio Vero, Lucila, se casó con Pompeyano.
El pretor Pertinax fue encargado de limpiar Recia y Nórica de la presencia de bárbaros, iniciando una carrera en la que fue elogiado varias veces por Marco Aurelio. Durante la campaña, se atacó a los marcomanos cuando cruzaban de vuelta el Danubio, recuperando lo que habían saqueado en las provincias. Finalmente, se consiguió derrotarlos, causando gran mortandad entre los invasores, incluidas muchas mujeres guerreras, y cuando los soldados solicitaron un aumento por la victoria el césar se negó. Debido a estos eventos, Marco Aurelio fue proclamado imperator por sus legiones por quinta vez.

### Cronología de la invasión

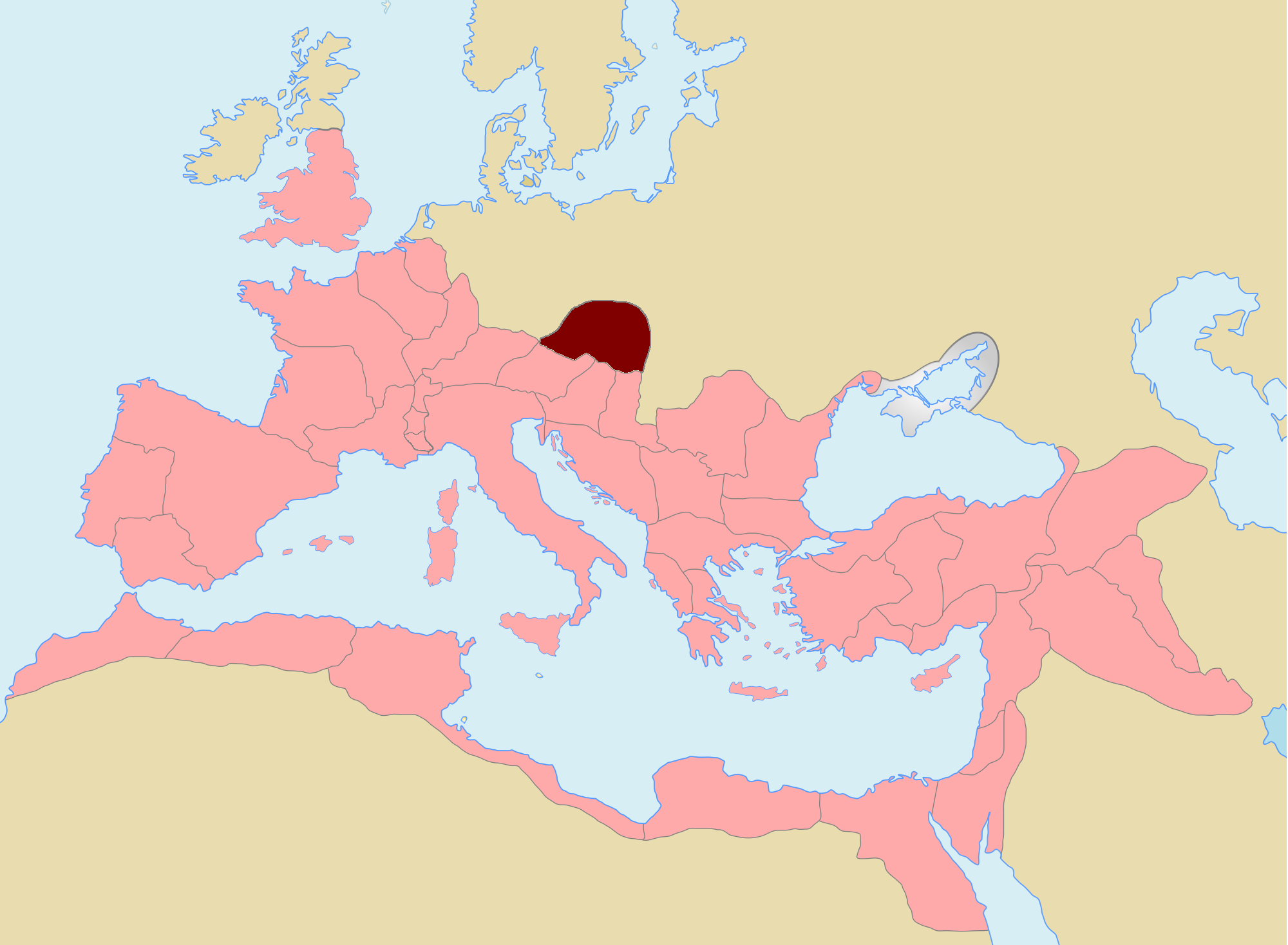
Territorios de los cuados y marcomanos (rojo), que Marco Aurelio deseaba convertir en una nueva provincia.

Especialmente, no hay consenso sobre cuándo ocurrió la invasión de Italia. Frank McLynn, biógrafo británico del emperador, acepta que la derrota de Carnuntum ocurrió en 170 pero la invasión sucedió unos tres años antes. Para cuando ocurrió el desastre de Carnuntum, los germanos ya habían sido controlados en Praetentura Italiae et Alpium. A su favor está la documentación que indica la construcción de fortificaciones en los Alpes en 168-169 y el pánico nacido en Roma en 167-168, nada de esto habría pasado si los germanos no habrían cruzado ya el Danubio. Además, ninguna fuente menciona que Marco Aurelio estuviera cerca del frente cuando ocurrió la invasión, mientras que en 170 el emperador ya estaba en campaña. El británico cree que ambos emperadores estuvieron en Aquilea en 168 para recuperar la moral, ya que la ciudad no tiene ningún valor militar, geográfico o logístico si se desea lanzar una campaña en Panonia. McLynn sostiene que la razón de que muchos autores fechen en 170 la invasión es que dan demasiado peso al testimonio de Luciano de Samósata, que culpa a la influencia de Alejandro de Abonutico como chivo expiatorio del desastre. Afirma que no es seguro si en 170 Alejandro siguiera vivo y que la cronología de Luciano es sospechosa en varios puntos.
Los investigadores de Eslovenia, región afectada por la invasión, aceptan a 168 como fecha más probable, basándose en un retrato de Lucio Vero encontrado en Ptuj, entre otros argumentos. El alemán Thorsten Steger cree que entre 170 y 171 la situación militar del Imperio fue mala basado en que en ese último año Salona empezó a construir sus muros, Pertinax y Pompeyano fueron encargados a defender Recia y Nórico, y Marco Aurelio vivió su sexta aclamación como imperator (la que debe entenderse como una apelación a la lealtad de las legiones). Analizando monedas de 170 no aparecen adlocutios ni profectios, lo que no indica grandes operaciones ese año, por lo que Steger cree que la invasión crítica debió ser a inicios de 171. Ese verano, basado nuevamente en numismática, la situación debió estar bajo control, comenzando la ofensiva al año siguiente.
El historiador italiano Albino Garzetti, como McLynn, cree que la invasión ocurrió en 167, fecha en que se funda la Praetentura antes mencionada. Sin embargo, no fue el ataque de un gran ejército germano sino pequeños grupos de incursión, lo que explica porque se retiraron al concentrarse tropas romanas con los emperadores en Aquileia pero negando la información dada por Luciano. Steger critica dicha hipótesis, ya que los romanos no hubieran reaccionado tan rápido ante unos pequeños grupos invasores. Por otro lado, Garzetti dice que las monedas de 170 y 171 indican un desastre, pero uno posterior, lo que su colega austriaco Walter Scheidel niega. Este último también niega que la invasión sucediera en 168, indicando que las evidencias planteadas como las levas venían constantes desde 165 y el recorte en la producción de monedas al año siguiente seguramente se debió a la muerte de Lucio Vero. Sin embargo, el mismo Scheidel reconoce que la situación amenazante en 170-171 pudo ser la incursión de los costobocos. Willem Zwikker también cree que la invasión pudo ocurrir en 170, quizás 171. En cambio, Fritz Heichelheim cree que pudo ser en 169, ya que la Historia Augusta indica que Pompeyano era el general a cargo de expulsar a los germanos, puesto tan importante que debió ocurrir después de casarse con Lucila, es decir, después de la muerte de Lucio Vero.
El arqueólogo británico Anthony Birley cree que ambos emperadores llegaron a Aquileia durante 168. Lucio Vero moriría en enero de 169 y después de presidir sus funerales, su hermano partió en otoño a Panonia. El invierno lo pasaría en Sirmium y la gran invasión se produciría en la primavera de 170. Sin embargo, reconoce que muchos creen que la invasión fue en 168-169 porque coincidiría con la creación de la Praetentura y que los reveses militares registrados en 170 se deberían a los costobocos. En 171 se produciría el giro definitivo con varias victorias que llevarían a la sexta aclamación.

### Ataque de los costobocos

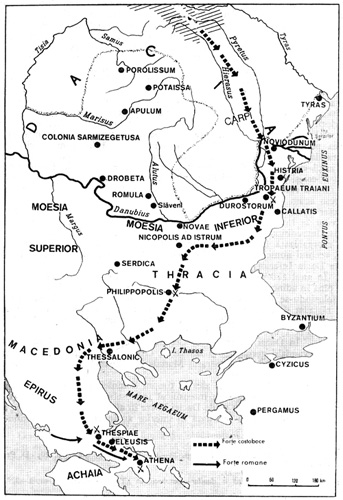
Ataque de los costobocos, c. 170 (en flechas discontinuas), a territorios romanos en los Balcanes. Reacción romana busca expulsarlos de Grecia (en flechas continuas). Los invasores avanzan por Dobruja (Mesia Inferior) y evitan Dacia, posiblemente porque en esa época apenas 10.000 a 15.000 soldados guarnecían a la primera pero 55.000 a la segunda.

Entre tanto, en 166-167, Victorino fue enviado a defender las fronteras con los marcomanos, labor por la que recibió honores militares y fue nombrado gobernador de Dacia en 168-169, cargo al que seguiría otros en la Bética, Citerior, África y Siria. Por su parte, los costobocos, tribu que había firmado tratados con Adriano y Antonino, al no renovarse la paz, atacaron Dacia, Mesia, Tracia y Macedonia hasta llegar a Acaya para saquear el rico santuario de Eleusis y amenazar Atenas, pero algunas partidas fueron destruidas cerca de Scupi (Skopie) por la Cohors II Aureliae Dardanorum. Al parecer, después de saquear las ciudades tracias de Serdica (Sofía) y Apollonia (Sozopol), capturaron algunos barcos en esta última o en Callatis (Mangalia), y forzaron a las tripulaciones (pues no tenían conocimientos navales) a llevarlos por mar a Eleusis.
Al parecer, muchas ciudades organizaron sus propias milicias e intentaron detener a los bárbaros pero fracasaron, siendo luego destruidas, como Elatea (Elatia, Drama) o Tespias (Tespiäa, Alíartos). Se sabe que un atleta, Mnesibulo, organizó una fuerza de elateos y consiguió expulsar al «ejército de bandidos», aunque murió en el combate. Esta tribu tiene un origen discutido, aunque la mayoría de los eruditos creen que eran parte de los "dacios libres", aquellos que jamás se sometieron a la autoridad romana.
Durante esa campaña el gobernador de Dacia y Mesia Superior, el legado Marco Claudio Frontón, murió en combate en algún punto no determinado del Bajo Danubio, lo que abrió los Balcanes a los costobocos, y poco después se construyeron fortificaciones en Salona. Tito Julio Juliano fue enviado con una vexillatio a limpiar Acaya y Macedonia de sus partidas. Con la participación de Pertinax y Pompeyano, los costobocos finalmente serían expulsados.
En Mesia Inferior, en la ciudad de Tropaeum Traiani (Adamclisi) la milicia formada por los habitantes ayudó a un contingente legionario a derrotarlos, mientras que en Callatis, Nicopolis ad Istrum (Veliko Tarnovo) y Durostorum (Silistra) los incursores fueron rechazados con facilidad gracias a la actuación de la XI Claudia.
Esta invasión ocurrió en algún momento de los años 170 (Birley) o 171 (Scheidel). Fue mucho menos seria que el ataque de los marcomanos a Italia. Grecia estaba lejos del corazón del Imperio y para cuando llegaron a Ática su fuerza parece haber mermado, así que su desalojo fue mucho más sencillo. Sin embargo, parece que fue mucho más destructiva.

### Expedición a Germania
Marco Aurelio no lo sabía, pero pasaría la mayor parte del resto de su vida luchando contra los germanos y sármatas en la cuenca danubiana con Panonia como base de operaciones. Durante seis años, entre 168 y 174, combatiría y expulsaría a los marcomanos, cuados, yázigas y vándalos de Panonia y los forzaría a rendirse. Todo esto en medio de una terrible plaga que mataba por miles a sus conciudadanos y que lo dejarían sin reclutas, forzándolo a pasar los primeros tres años de campaña en los cuarteles de invierno de Carnuntum haciendo continuas levas.
Las operaciones se desarrollaron en toda la frontera norte del Imperio. Para financiar la campaña, el emperador hizo rematar públicamente los muebles de sus palacios, copas de oro, cristal y ágata, túnicas de seda bordadas en oro de su esposa y algunas joyas. En Carnuntum, en 171, fue nombrado imperator por sexta vez, posiblemente la victoria sobre unos germanos, que intentaban retirarse al norte del Danubio cargados de botín, obtenida por Pompeyano.
Los vándalos asdingos y lacringios se volvieron aliados de Roma cerca de 171-172. Los primeros, al mando de Rapto y Rao, llegaron a las fronteras dacias con sus familias esperando dinero y tierras a cambio de una alianza. Pero les fueron negados, entonces dejaron a sus familias a cargo del gobernador de Dacia, Sexto Cornelio Clemente, y conquistaron a los costobocos, amenazando la provincia. Los lacringios, temerosos de que Clemens convenciera a los asdingos de volverlos sus próximas víctimas y perder las tierras que estaban ocupando, atacaron por sorpresa a los asdingos y les vencieron completamente. En consecuencia, por no atacar a Roma, recibieron dinero y el derecho a pedir tierras si luchaban contra los enemigos del césar. La desaparición de los costobocos fue un éxito que permitió a los romanos concentrarse en la subyugación de la actual Bohemia. Los miembros de esa tribu pasaron a vivir subyugados por los recién llegados o se refugiaron con sus parientes, los dacios libres carpos, o en la Dacia romana.
Esta tribu cumplió su promesa, en cambio, los cotinos hicieron la oferta de luchar juntos contra los marcomanos, pero cuando Publio Tarutieno Paterno, secretario personal del césar, fue a negociar, intentaron emboscarlo por la retaguardia. Un desertor dio aviso al oficial, quien pudo escapar con vida. Al parecer, los cotinos tenían guarniciones romanas en sus tierras, en espera a la ofensiva conjunta contra los marcomanos, cuando cambiaron de bando. Es posible que, poco antes, hacia 172, auxiliares cotinos perdieran una batalla contra los marcomanos.
En una de las batallas, los marcomanos vencieron y mataron al prefecto Vindex, en cuyo honor el emperador hizo erigir tres estatuas y después de vencerlos recibió el cognomen de Germanicus ese mismo año. Luego aceptó su rendición y trajo a muchos a Italia. Dicha derrota parece haber ocurrido en el verano de 172, en algún punto de la difícil orografía del sur de Bohemia.
Durante la campaña, en 172 o más probablemente en 173, los variscos se rindieron y 3.000 de sus guerreros recibieron tierras para establecerse en el Imperio. El comandante de la caballería maura en Panonia, Marco Valerio Maximiano, había matado con su propia mano al jefe de esta tribu, Valao, y recibió como premio su caballo, adornos y armas. Se desconoce si este cuerpo, el ala I Hispanorum Aravacorum, consiguió tal victoria en una operación independiente o como parte de un combate mayor.
Entre 170 y 174 aproximadamente, el pretor Didio Juliano fue gobernador de la Galia Bélgica, donde rechazó una invasión marítima de los caucos y posteriormente otra de los catos, victorias que lo hicieron digno de un consulado en 175. Poco después sería enviado a Dalmacia, cuyas fronteras limpió de tribus hostiles entre 176 y 180.

### Milagro de la lluvia

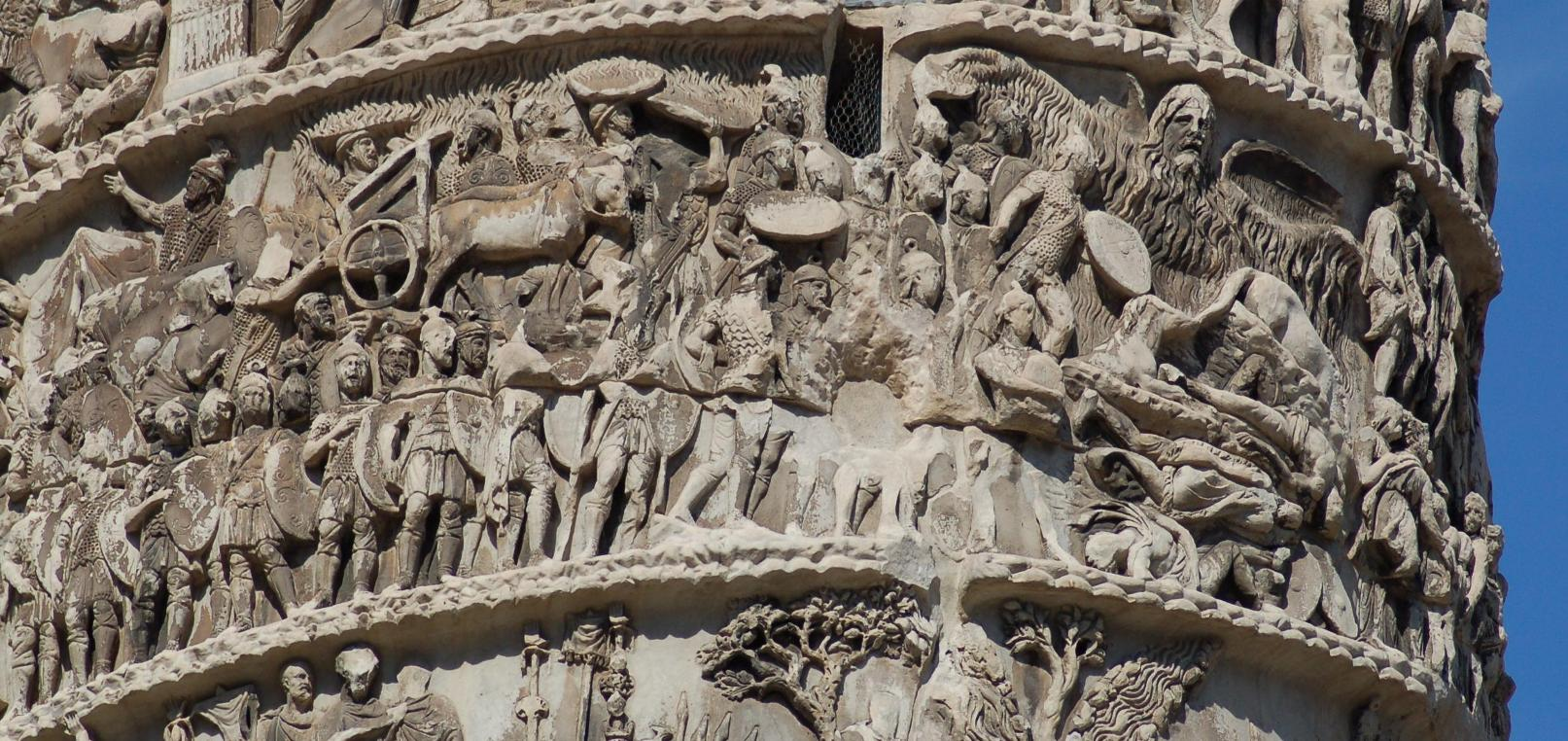
El milagro de la lluvia representado en la columna de Marco Aurelio en Roma.

Después de vencer a los marcomanos y yázigas, el emperador marchó contra los cuados. Fue en este periodo en que empezó a escribir sus Meditaciones, a orillas del río Hron. La obra se continuó cuando él estuvo en Carnuntum.
Su deseo era exterminarlos por completo, pues se creía engañado por ellos. Esta tribu había luchado junto a los yázigas y recibió desertores romanos y marcomanos fugitivos mientras el césar aún combatía contra estos últimos. Además, no había devuelto a ninguno de los romanos cautivos, salvo aquellos incapaces de trabajar. Además, había expulsado a su rey, Furtio, y lo habían reemplazado con Ariogaeso. Este monarca no fue reconocido como legítimo por las autoridades imperiales y no se renovó el tratado de paz, aunque prometió devolver 50.000 prisioneros.
Furioso, el emperador prometió 1000 monedas de oro al que le trajera al rey cuado vivo y la mitad por su cabeza. Sin embargo, él era usualmente piadoso con sus enemigos. Cuando fue capturado, Ariogaeso fue enviado a Alejandría.
Según Dion Casio, venció a esta tribu por el favor divino. En una ocasión, en territorio cuado, o cotino, según algunos eruditos modernos basados en estudios de las crónicas antiguas.
Los cuados rodearon sorpresivamente el campamento del ejército imperial, atacaron y los legionarios tuvieron que defenderse de forma desesperada. Los bárbaros cesaron el ataque y comenzaron un asedio dejando guerreros en los alrededores, esperando que el hambre y la sed forzara una capitulación. Acorde a Justino Mártir, Marco Aurelio solo tenía tres legiones (I Adiutrix, X Gemina y X Fretensis), a Pompeyano, al prefecto Tito Vitrasio Polión y a Pertinax habiendo dejado el grueso del ejército en Carnutum. En cambio, los bárbaros eran 977.000 germanos y sármatas. Esto obligó a los romanos a permanecer de guardia heridos bajo el sol, padeciendo sin agua por cinco días por la sequía.
En el epítome de Dion Casio que realiza Juan Xifilino, el bizantino comenta que tal evento le sucedió a la legio XII Fulminata, cuyo apodo significa «relámpago», probablemente por aquel incidente, y que estaba formada en su mayoría por soldados de Melitene y cristianos. Cuando el césar no sabía qué hacer ante la situación, el legado se le acercó y le dijo que los llamados cristianos podían lograr todo con sus oraciones. El emperador les pidió que rezaran para salvar al ejército. Según Justino ya le había pedido ayuda a sus dioses paganos y no respondieron. Los cristianos se arrodillaron y comenzaron a rezar, entonces el cielo se nubló y estalló una poderosa tormenta. Cuando empezó a llover levantaron sus caras y abrieron las bocas o usaron sus escudos y cascos para recolectar las gotas, aliviando su sed. En respuesta, los bárbaros volvieron a la carga y la lucha comenzó de nuevo. Los rayos comenzaron a caer en gran número sobre los germanos junto con granizos e incluso comenzó un incendio mientras que el campamento no sufría tal castigo. Esto desordenó sus filas y muchos buscaron refugio entre los legionarios, consiguiendo la clemencia del emperador, o huyeron tras morir muchos por los rayos y Marco Aurelio atacó su retaguardia. Los soldados lo proclamaron imperator por séptima vez y él envió una carta al Senado pidiendo la aprobación de tal honor.
Lo sucedido sorprendió a Marco Aurelio, que mandó cesar la persecución de los cristianos durante su reinado bajo amenaza de muerte y le dio tal apodo a la legión. También escribió una carta al Senado donde reconoce la participación de cristianos en el evento. Sin embargo, estudiosos modernos consideran que pudo ser una nueva versión del evento construida a partir del siglo IV, originada en los escritos de Eusebio de Cesarea y luego popularizada por Xifilino, quien escribió dos versiones en su resumen de la obra de Dión Casio, la primera es la antigua pagana y la segunda nueva y cristiana.
Eusebio se queja de que los historiadores paganos reconocen el suceso pero se negaran a atribuir a los cristianos el milagro, pues en las monedas de la época aparece Júpiter atacando a los germanos con rayos, y Dion Casio dice que todo fue gracias al mago egipcio Arnufis, quien invocó encantamientos en nombre de varias deidades, en especial, Hermes Aërios (Mercurio), señor de los vientos. Otra versión dice que fue un mago caldeo. Se sabe que en Aquileia se construyó un altar en honor a Arnufis. Esto es rechazado por Xifilino, quien menciona que Marco Aurelio no gustaba de estar acompañado de brujos. El hecho que se llame «mago» a Arnufis, un término usado originalmente para llamar a los sacerdotes del zoroastrismo, probablemente se deba que para los romanos eran el estereotipo de mago oriental exótico.

### Cronología del milagro
Orosio menciona que el incidente sucedió en el tercer año que llevaba el emperador en Carnuntum luchando contra los marcomanos. San Jerónimo dice que sucedió en el cuatrienio entre la 238.ª Olimpiada, año 173 y la 239.ª, año 177, y en la edición armenia de su obra se concluye que es el año 2188 desde el nacimiento de Abraham. La séptima aclamación, evento relacionado con el milagro, probablemente ocurrió en otoño de 174 según la numismática, lo que coincide con lo inferido de las fuentes escritas. Así, el sitio y la lluvia habrían de suceder ese verano. Estos argumentos no encajan con la columna de Marco Aurelio, iniciada hacia 172 y donde el milagro aparece entre las primeras imágenes. Esto choca con la fecha de la aclamación pero encaja con el otorgamiento por el Senado del título de Germanicus en 172, lo que lleva a sospechar que ciertos eventos fueron excluidos en la columna en el periodo entre las campañas y la proclamación de victoria. Estimaciones modernas coinciden que el emperador combatió a los cuados en 172-173, trasladándose a Sirmium en 174 para preparar la lucha contra los yázigas. El debate no está resuelto y se sigue considerando que ocurrió en algún momento entre 171 y 174.

### Expedición a Sarmacia

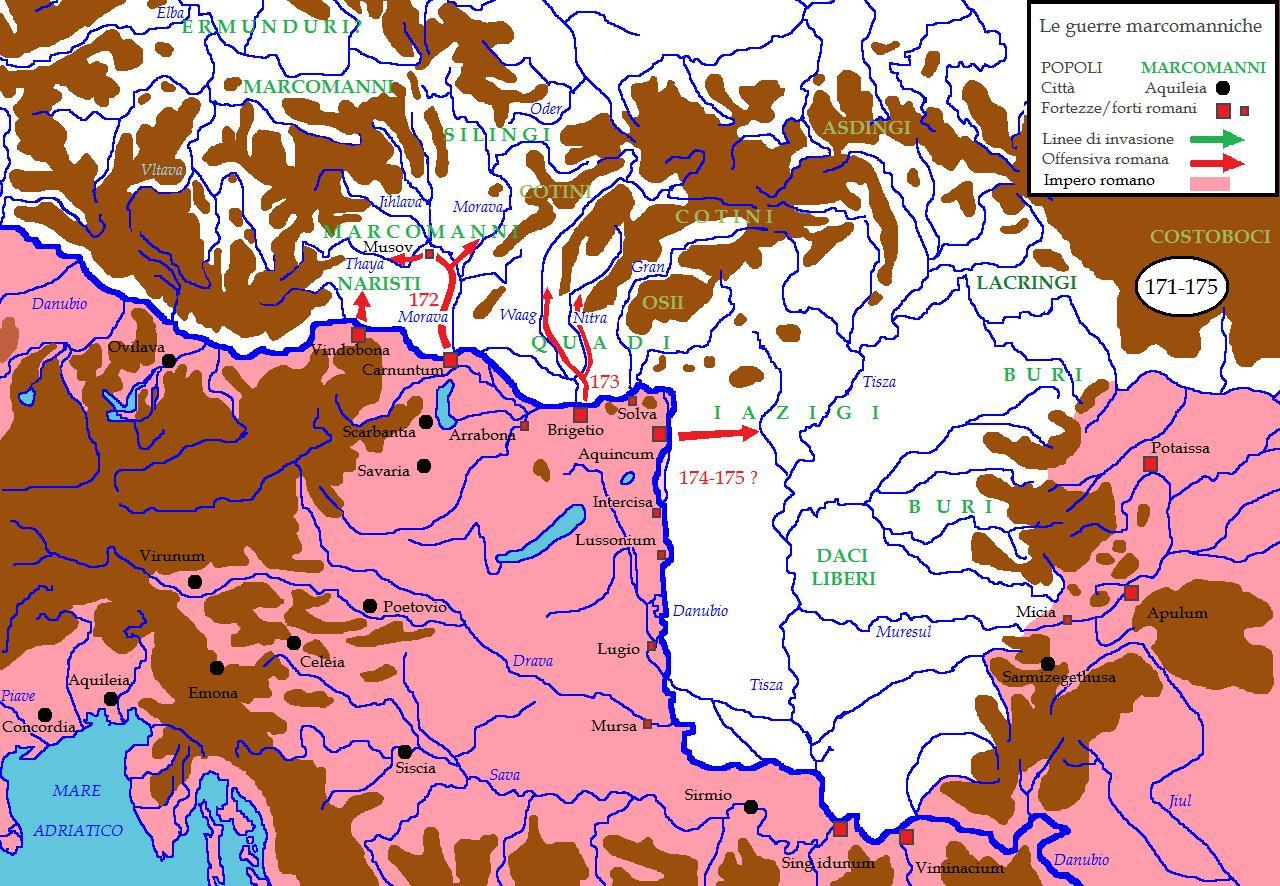
Campañas de 171 a 175 contra los germanos y yázigas. Los romanos (rojo) entran profundo en territorio cuado subiendo por los ríos afluentes del Danubio.

Los yázigas fueron vencidos en el Danubio en una batalla que se dio cuando ellos cruzaban el río congelado; al parecer huyendo de los romanos, quizás después de una incursión de saqueo, y cuando se dieron cuenta de que los seguían decidieron esperar a los legionarios y atacarlos sobre el hielo, elemento sobre el que los romanos no tenían la costumbre de luchar. En cambio, los yázigas entrenaban a los caballos para saber moverse en estas condiciones. Algunos cargaron de frente y otros por los flancos para rodear a los romanos. Los legionarios reaccionaron manteniendo la calma, formando un cuadro compacto para defenderse de todos lados y dejando sus escudos en el hielo y apoyando un pie sobre ellos, así no se deslizarían sobre el resbaladizo suelo. Resistieron la carga y trataron de agarrar a sus enemigos por sus bridas, escudos y lanzas para atraerlos hacia ellos, derribar a jinetes y monturas y matarlos en un combate cercano. Los bárbaros no estaban acostumbrados a ese tipo de lucha y huyeron. Enviaron embajadores a pedir la paz, pero no recibieron respuesta porque el emperador no se fiaba de ellos.

### Fin de la campaña

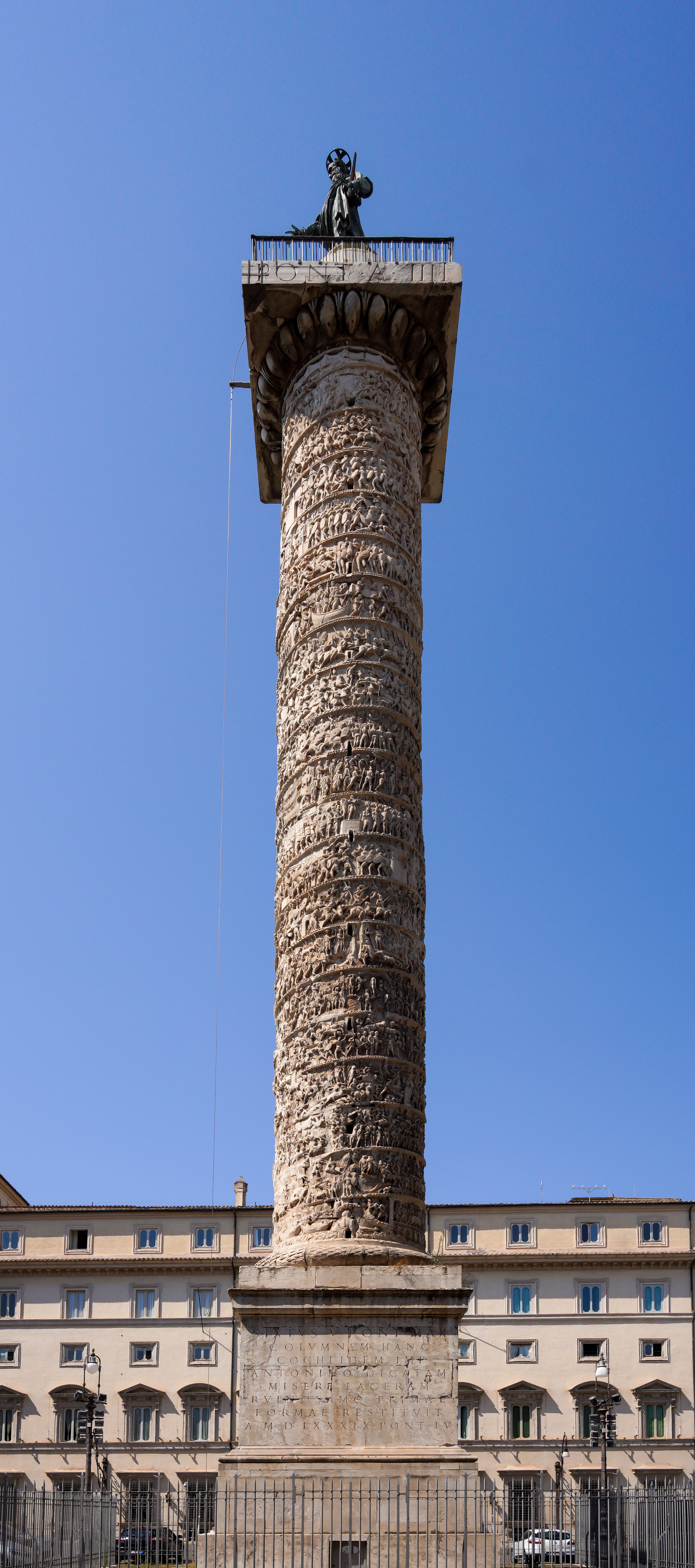
La famosa columna de Marco Aurelio, en la plaza Colonna, Roma.

Marco Aurelio permaneció en Panonia tras su victoria, donde recibió las embajadas de numerosas tribus. Un grupo tribal, liderado por un muchacho de doce años llamado Batiato recibió dinero a cambio de contener a Tarbo, otro cacique que amenazaba con atacar Dacia si no se le pagaba.
Cuando los marcomanos enviaron una embajada, el emperador, de mala gana, les devolvió la mitad de los territorios a lo largo de la frontera, estableciendo una zona neutral hasta cinco millas al norte del Danubio. También se establecieron los lugares y fechas de comercio y se intercambiaron prisioneros. A los cuados se les otorgó la paz, caballos y ganado esperando separarlos de los marcomanos con ese gesto, a cambio debían entregar a los cautivos y desertores romanos, fueron 13.000 al principio y después muchos más. El emperador se negó a dejarlos asistir a los mercados, temeroso que yázigas y marcomanos se infiltraran entre los cuados y espiaran las defensas romanas. Se permitió a algunos guerreros bárbaros entrar a servir como auxiliares y otros recibieron tierras en Dacia, Panonia, Mesia, Germania Superior e Italia, especialmente en Rávena, donde se rebelaron y se hicieron con la urbe. Después de sofocar la revuelta no se permitió a más germanos instalarse en Italia. 
El rey de los derrotados yázigas, Zantico, fue en persona a suplicar a Marco Aurelio un acuerdo. Poco antes habían derrocado a su anterior monarca, Banadaspo, por pedir la paz pero entonces vinieron todos sus jefes con su nuevo rey a negociar. En el pacto debían mantenerse a diez millas del Danubio, el doble que cuados y marcomanos. También entregaron 8000 guerreros, de los que 5500 fueron enviados a servir en Britania. El emperador deseaba exterminar a los yázigas por el gran daño que habían hecho al Imperio, lo que se muestra en que habían liberado a más de 100 000 cautivos, aparte de muchos otros que murieron, fueron vendidos o se fugaron durante el cautiverio.
Para el 175 la paz estaba establecida, era proclamado imperator por octava vez y recibía el cognomen de Sarmaticus.

## Breve paz

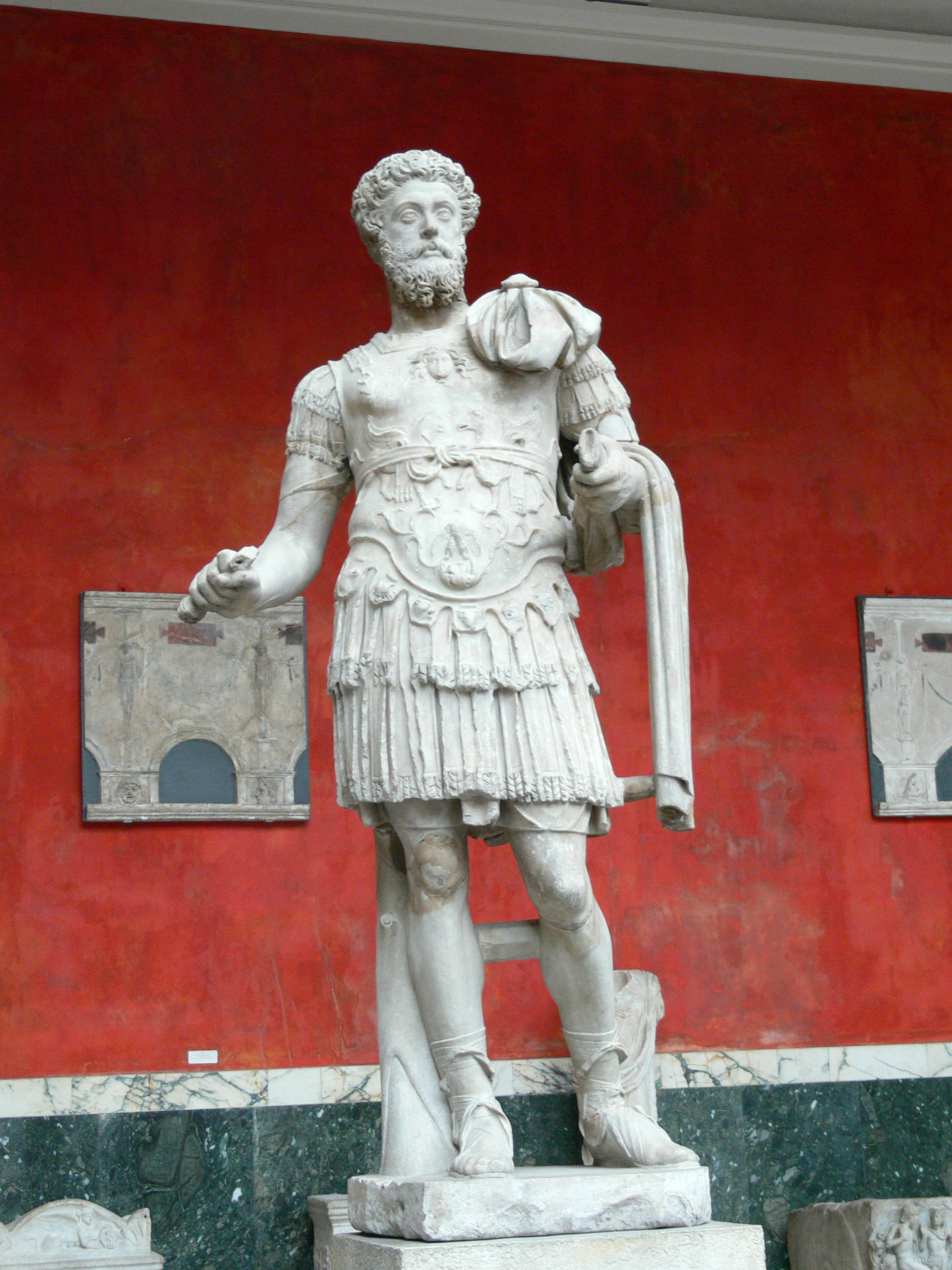
Estatua de Marco Aurelio thoracata, procedente de la Gliptoteca Ny Carlsberg (Copenhague, Dinamarca) en la que este emperador aparece como general a punto de arengar a sus tropas, gesto que realizó numerosas veces durante las guerras marcomanas.

Durante este período, 175-176, el emperador también resolvió los disturbios surgidos entre los sécuanos con su mera influencia personal, algo que también consiguió en Lusitania. Finalmente, en torno a 172-173, piratas mauris atacaron las costas de Hispania pero fueron los legados de la región quienes se encargaron de resolver el problema. Julio Juliano fue uno de los enviados a encarar esta última amenaza, quien ya tenía experiencia luchando contra partidas irregulares en terreno montañoso.
Entre tanto, cerca del 170, en Egipto el general Avidio Casio fue nombrado Rector Orientis, un imperium sobre toda las tropas en Oriente, que uso para reprimir la gran rebelión de los bucólicos en el Egipto Medio, la que estuvo motivada por el alto precio de los granos. La revuelta fue suprimida en 175, después de usar una estrategia de dividir a las tribus insurrectas y vencerlas por separado.

### Revuelta de Avidio Casio

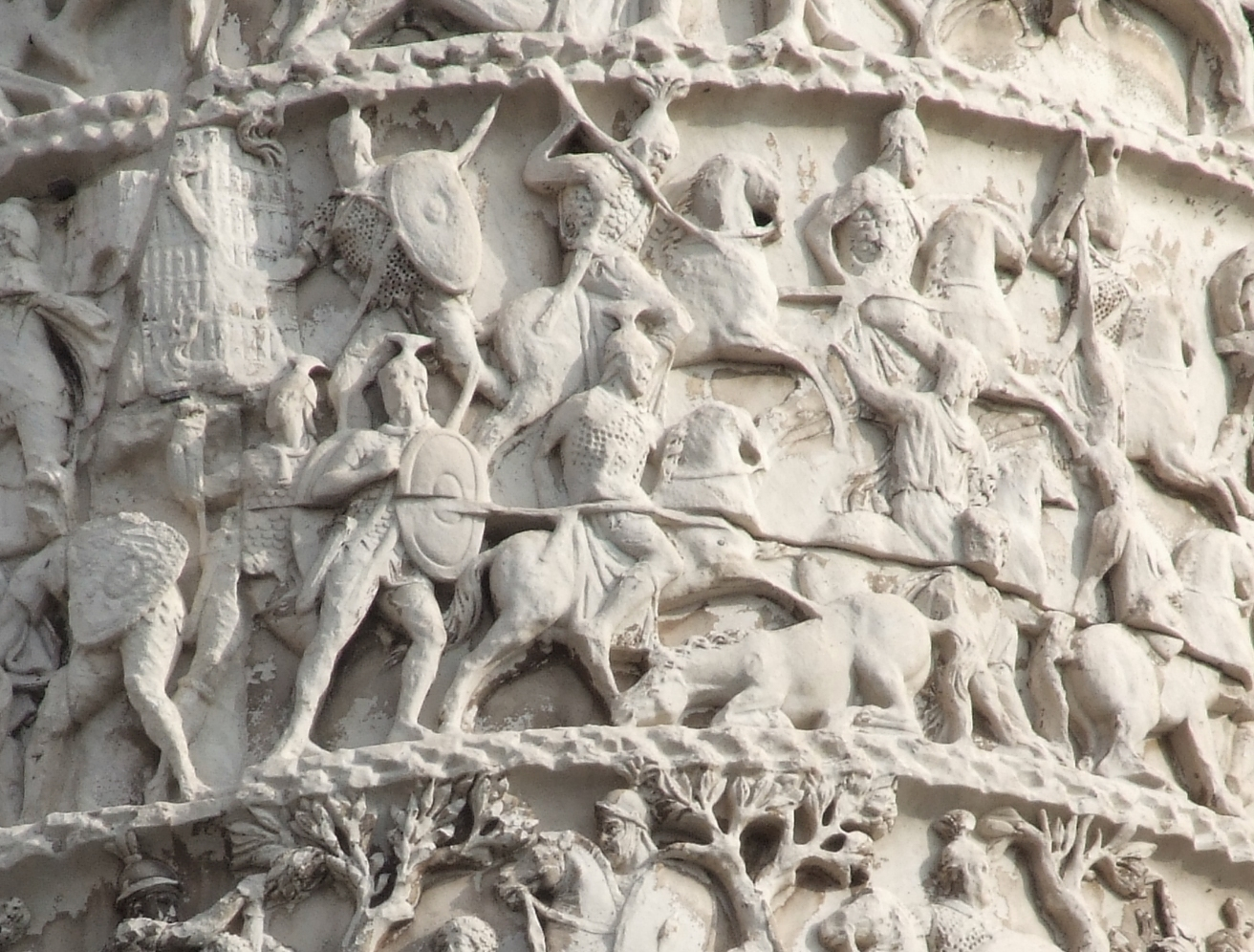
Detalle de la Columna de Marco Aurelio en Roma, en la que la soldados y jinetes de una Cohors quinquagenaria equitata atacan a un grupo de jinetes bárbaros.

Poco después Avidio Casio se proclamó emperador, según algunos por presión de Faustina la Menor, quien temía que su esposo, Marco Aurelio, muriera cuando Cómodo aún era joven y eso llevara a la usurpación de alguien externo a la familia imperial. Avidio Casio difundió rumores falsos de la muerte del legítimo emperador y proclamó su divinización. El Senado lo declaró enemigo público y confiscó sus propiedades para el erario público. El tribuno Clodio Albino, anterior comandante de la caballería dálmata y de las legiones I Itálica (en Mesia Inferior) y IV Flavia (Mesia Superior), y entonces gobernador de Bitinia, se negó a apoyarlo.
El emperador, perturbado por la revuelta, no tomó medidas contra los familiares del usurpador y dejó el frente danubiano para aplacar la rebelión. En Roma se temió que el rebelde tomara la ciudad antes que Marco Aurelio volviera del norte, pero éste fue rápidamente asesinado y su cabeza llevada al emperador, quien no quiso verla y ordenó un adecuado entierro. Su hijo, quien estaba en otro lugar, también fue asesinado. Al parecer, el césar esperaba que el general se rindiera para mostrar su misericordia. Volusio, gobernador de Alejandría nombrado por Casio, y el prefecto de la guardia del rebelde también fueron asesinados. El emperador prohibió al Senado castigar a los involucrados en la revuelta y ordenó no ejecutar a ningún senador relacionado. Los desterrados pudieron volver y solo algunos centuriones fueron ejecutados. Sin embargo, Heliodoro, el hijo mayor de Avidio Casio, fue desterrado y sus hermanos eligieron el exilio voluntariamente, aunque no perdieron las propiedades de su padre. Flavio Casidio, gobernador de Egipto, fue exiliado a una isla pero no perdió sus propiedades.
También perdonó a las ciudades que apoyaron la insurrección, incluso a Antioquía, la gran urbe que más apoyo a Avidio Casio, pero prohibió los juegos y asambleas públicas y no visitó aquella ciudad en su viaje por Siria. Sin embargo, si visitó Alejandría donde continuó mostrando su misericordia y después, al volver a Siria, si visitó Antioquía. En su visita oriental aprovechó de firmar tratados con reyes y sátrapas partos que lo visitaron. Recibió muchas muestras de afecto de sus súbditos y él promovió su filosofía estoica en la región. Fue a Atenas, donde se inició en los misterios eleusinos.

## Segundo conflicto (177-180)

### Campañas finales

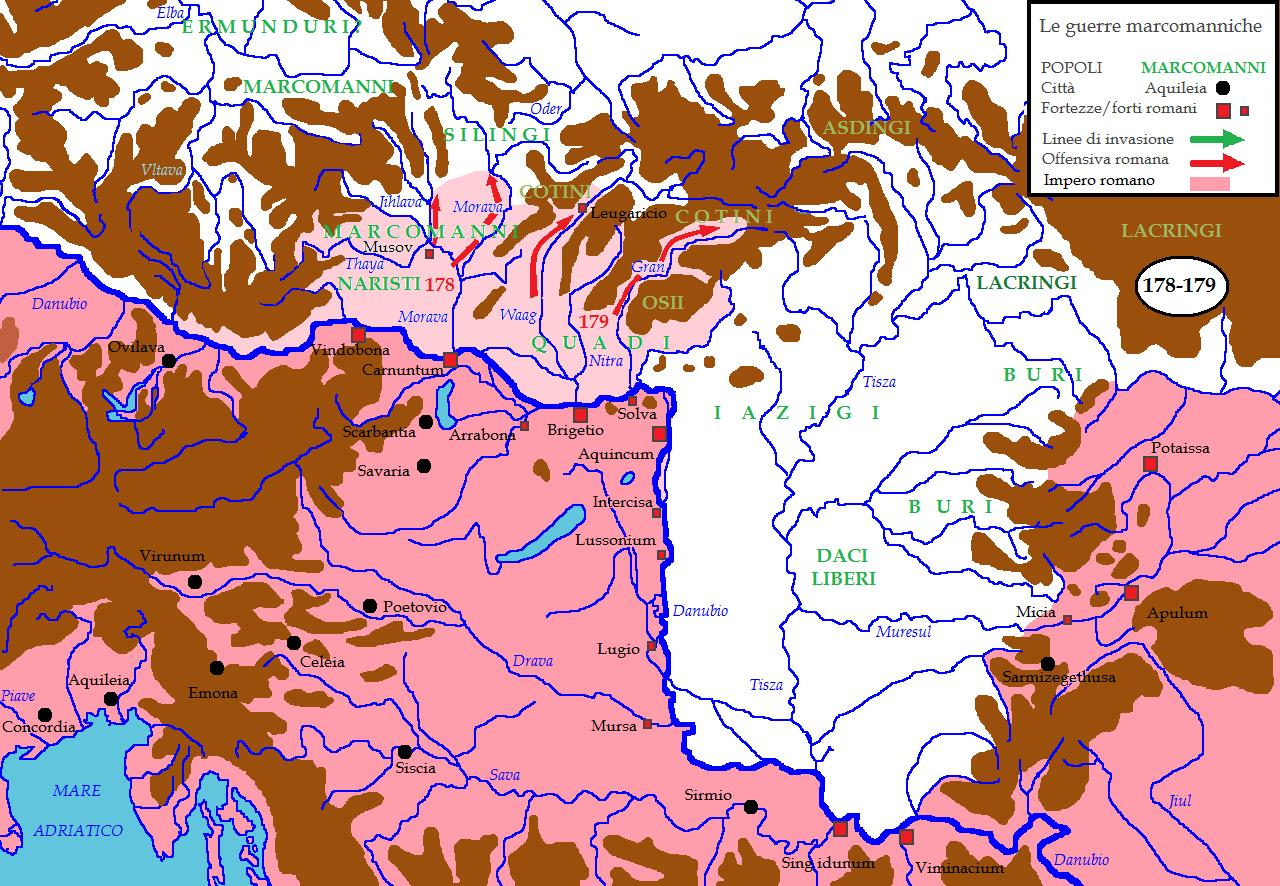
Campañas del 178 al 179, contra los cuados y marcomanos, cuyos territorios aparecen en rosado claro ocupados por los romanos.

Durante este interludio, los yázigas enviaron una embajada pidiendo ser liberados de los acuerdos antes firmados y junto a los burios se mostraron poco dispuestos a enviar auxiliares al césar, pero temían de que éste llegara a un acuerdo con los cuados y los atacaran en conjunto. Como les eran útiles, Marco Aurelio les liberó de varias restricciones excepto algunas comerciales y la prohibición de usar botes y acercarse al Danubio, pero si pasar a través de Dacia para negociar con sus parientes roxolanos. Otros pueblos también enviaron negociadores con variados resultados. Por ejemplo, cuados y marcomanos enviaron embajadores quejándose de los 20.000 legionarios estacionados en fortalezas en las tierras de cada pueblo y que les impedían cultivar o pastorear con calma. Debe mencionarse que los romanos tenían fortalezas con todas las ventajas de su civilización, como baños. Cuando los cuados quisieron migrar a tierras de los semnones, el emperador bloqueó los caminos para impedirlo, mostrando que deseaba castigarlos por sus ataques.
Cuando estaba haciendo los preparativos para la campaña contra el rebelde Avidio Casio, el emperador declaró que no aceptaría ayuda bárbara aun cuando muchas tribus ofrecieron a sus guerreros. Finalmente, un contingente de caballería marcomana, cuada y yáziga sirvió en la campaña contra Avidio Casio a las órdenes de Maximiano. Sin embargo, antes de marchar a la guerra le llegó la noticia del asesinato del insurrecto.
El 23 de diciembre de 176 el emperador celebró un triunfo acompañado de su hijo.
Marco Aurelio pasó los últimos tres años de su vida, 177 a 180, en campaña contra los marcomanos, yázigas, hermunduros y cuados. Al comenzar la lucha contra los yázigas, ordenó que su hijo se casara con Brutia Crispina. En 177 fue proclamado imperator por novena ocasión. Pertinax, quien había acompañado a Siria al emperador a enfrentar al rebelde, fue puesto a cargo de Mesia y después de Dacia. También destacó el tribuno militar Pescenio Níger mandando varias unidades.
El 3 de agosto de 178 el césar parte con su hijo al norte. Posiblemente ya hubieran unos 35.000 a 40.000 soldados romanos en territorio cuado y marcomano (en promedio eran dos auxiliares por cada legionario). Al parecer, los germanos intentaron una guerra de guerrillas para debilitar a las guarniciones y después de recibir ayuda de jinetes yázigas y roxolanos decidieron plantar una batalla campal.
En una de las expediciones, en abril de 179, se sabe que envió un poderoso contingente a cargo de Paterno, quien consiguió una gran victoria después de todo un día de combate y por lo que Marco Aurelio fue proclamado imperator por décima vez. Varios miles de enemigos murieron, muchos más fueron heridos y hasta 40.000 resultaron capturados, lo que llevó a los germanos a volver a las guerrillas. Probablemente ya hubiera más de 45.000 soldados romanos en sus tierras. Durante el invierno de 179-180 se sabe que la II Adiutrix acampó en Laugaricio (Trenčín) a las órdenes de Maximiano, quedando una inscripción celebrando su victoria. Además, Pertinax recibió nuevos reconocimientos militares. Pero como la primera guerra fue interrumpida antes de una victoria final, también lo sería la segunda.

### Muerte del emperador

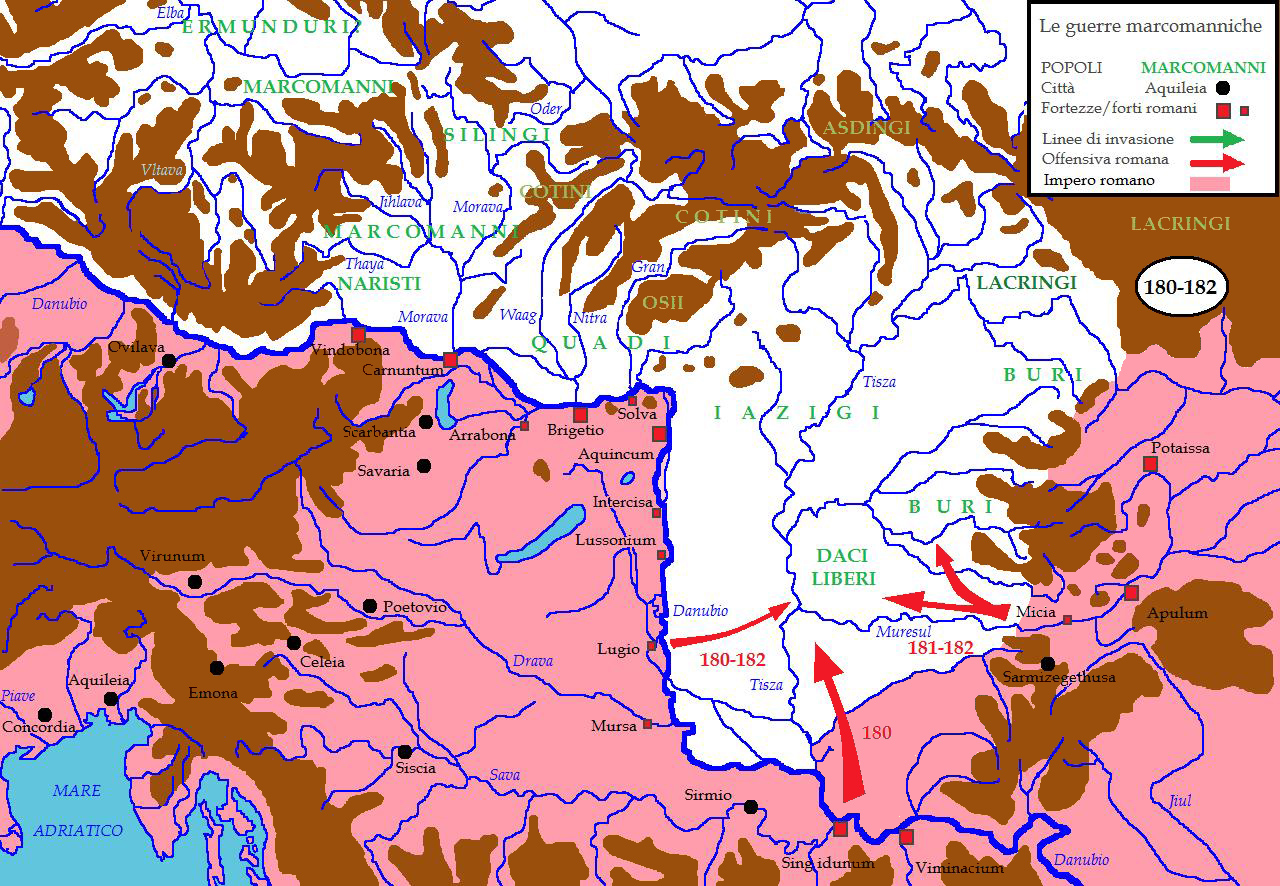
Campañas del 180 al 182 contra los yázigas.

El emperador trajo a los más grandes sabios a educar a su único hijo varón superviviente, mientras casaba a sus hijas con senadores que consideraba virtuosos. Durante estas campañas, Cómodo mostró un comportamiento muy inferior al esperado por su padre, bajo y cruel.
Por ello, convocando a sus amigos dos días antes de su muerte, dijo que lamentaba dejar un hijo tras él, deseando que muriera según Dion Casio, pues temía que fuera como Dionisio I de Siracusa, los diádocos, Ptolomeo II, Antígono II Gónatas, Caligula, Nerón o Domiciano. Les dijo «Cuando un hombre tiene el poder absoluto, es difícil para él controlar sus deseos», pero que si ellos le aconsejaban, ocupando el lugar de su padre, y que le enseñaran a ser amado por su bondad y no temido por su crueldad, a fin de que llegara al término de su reinado por vejez.
Estaba de visita en Panonia cuando empezó a enfermar llamó a su hijo y le pidió que no dejara la guerra sin acabar, pero el joven heredero le pidió viajar a un lugar de clima mejor, lo que fue aceptado por el césar que, sin embargo, le ordenó no salir de inmediato. Temía que si su hijo llegaba al trono demasiado joven, sin haberlo disciplinado lo suficiente, pronto degeneraría en una vida de libertinaje en la que fácilmente caen los jóvenes. Luego, se abstuvo de comer o beber para agravar su enfermedad y morir más rápido. Cuando el ejército se enteró de su agonía, los legionarios lo lamentaron en voz alta, pues le amaban. Al séptimo día de enfermedad ordenó que lo visitara su hijo, aunque había miedo que lo contagiara, y después que este último se fue, se cubrió la cabeza y durante la noche murió mientras dormía. Era el 17 de marzo de 180.
Cuando se supo todo el ejército y el pueblo lloró y le aclamó: «“Padre amable”, “emperador noble”, “general valiente” y “gobernante sabio y moderado”». Inmediatamente se organizaron los funerales y el nuevo césar le dio una tradicional paga a los soldados para conservar su lealtad, les aseguró que continuaría la luchar por asegurar las fronteras y expandir las fronteras al norte. Luego los mando a sus cuarteles invernales.

### Nuevo emperador

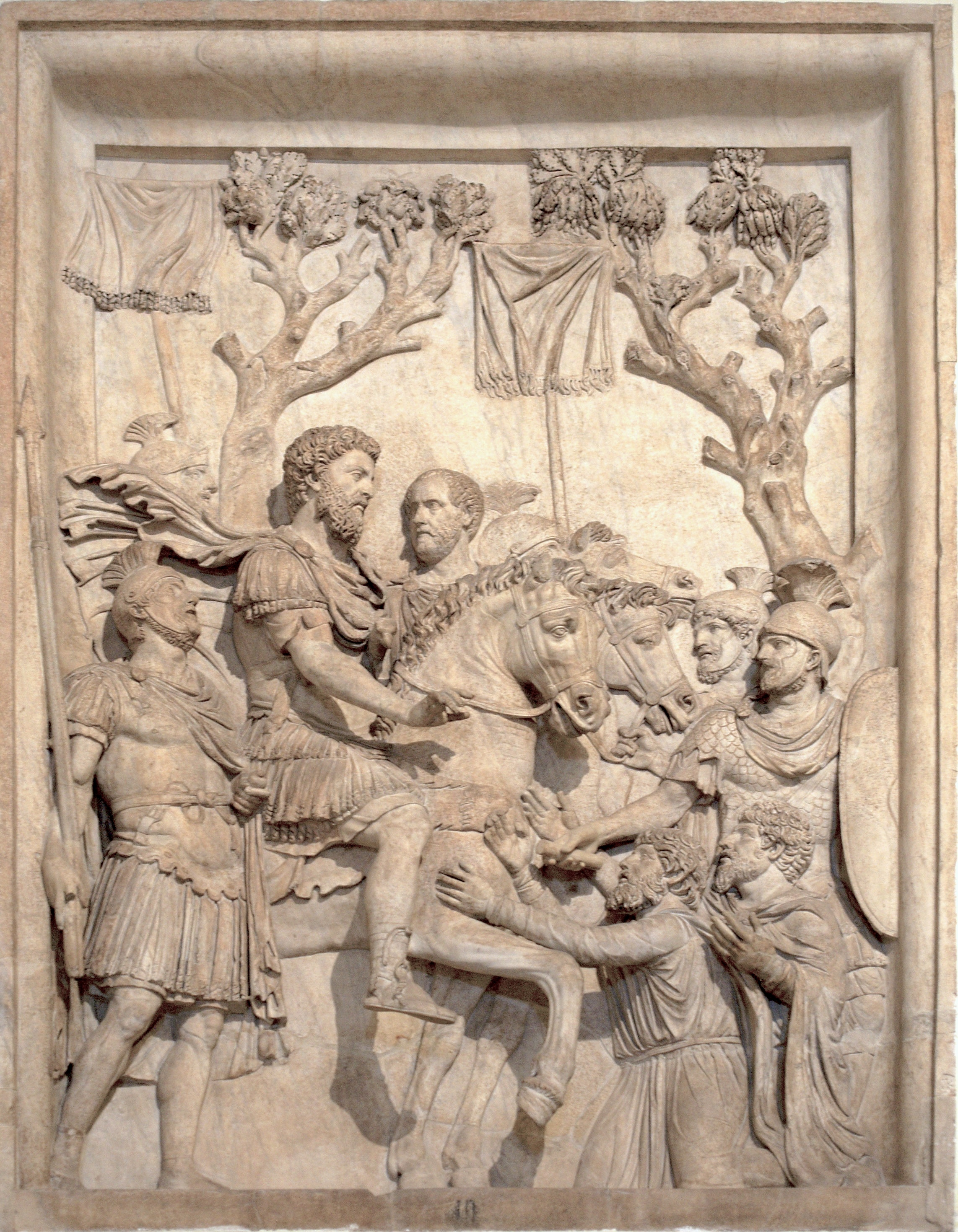
Bajo relieve procedente del Arco de Marco Aurelio en Roma, en el que el emperador, ataviado como victorioso general a caballo, recibe la sumisión de un grupo de germanos presentados como suplicantes.

Cómodo tenía 19 años al llegar al trono, pero había demostrado ser simple, cobarde, lujurioso y fácilmente manipulable, por lo que su padre le dejó como asesores a muchos de los mejores nobles de Roma, a los que inicialmente escuchó y éstos le dieron de tiempo libre solo el necesario para ejercitar su cuerpo, sin embargo, los jóvenes aduladores que lo habían acompañado de la capital empezaron a suplicarle volver a los placeres de Roma y dejar de perder el tiempo en esas tierras frías.
El emperador decidió hacerles caso y reunió a sus viejos asesores para decirles que quería volver a Roma, pero incapaz de reconocer el verdadero motivo de su viaje, les dijo que temía que los ricos nobles de la capital formaran un ejército e intentaran derrocarlo. Pompeyano, el principal de sus asesores y su cuñado, le respondió que todos entendían su deseo de volver a casa, y que podía disfrutar de Italia el resto de su vida, pero ahora debía ocuparse de asuntos más importantes e inmediatos, no podía dejar sin finalizar la guerra con los germanos, pues éstos lo tomarían como una señal de debilidad. Primero debía conquistar las tierras hasta los mares del norte, luego volvería victorioso celebrando un desfile con los reyes enemigos encadenados. Cómodo tenía de su lado a los senadores más respetados, al ejército, el tesoro imperial y el amor del pueblo por ser hijo de su padre.
Así Pompeyano acalló a los aduladores brevemente, pero Cómodo solo dijo que consideraría la situación. Poco después, escuchando a sus amigos, no volvió a convocar a sus asesores ni escuchar sus consejos, decidió firmar la paz con los bárbaros, dejando hombres capaces en el Danubio para que vencieran a algunos y sobornaran a otros, mientras él volvía a Roma. Por ejemplo, envió a Albino a la Germania Inferior, donde venció a las tribus fronterizas. Esto provocó una breve crisis en el ejército, pues la mayoría de los soldados también quisieron volver a su hogar. El 22 de octubre de 180 celebraba su triunfo.
Es posible que pensara que los derrotados bárbaros podían volver a ser dominados indirectamente y que sus territorios estaban demasiado lejos de Roma para valer la pena intentar mantenerlos. Los marcomanos, con sus tierras ocupadas, veían a mucha de su gente morir de hambre y sus ejércitos mermaban, así que pidieron la paz. El nuevo césar podía haberlos destruido con facilidad, pero eligió un tratado en que debían devolver a todos los desertores y cautivos romanos y entregar cierta cantidad de granos cada año, además de aceptar lo pactado antes con Marco Aurelio. Además, a cambio de no pagar un impuesto anual, obligó a los cuados a prestarles 13.000 guerreros y a los marcomanos una cifra algo menor, probablemente unos 10.000, es decir, entre ambos pueblos aportarían unos 20.000 auxiliares. Les dio permiso para celebrar reuniones solo una vez al año, en un lugar determinado y ante la presencia de un centurión romano. Por último, les prohibió hacer la guerra con burios, vándalos y yázigas. Al parecer, Cómodo supo usar su ventaja militar para lugar una paz favorable.
Los burios, pueblo que antes había pedido la paz para ganar tiempo y recuperarse, ahora estaban exhaustos, entregaron rehenes y liberaron numerosos cautivos. Otros pueblos liberaron un total de 15.000 prisioneros romanos y juraron mantenerse alejados de las fronteras dacias. También Sabiniano admitió a 12.000 “dacios libres”, expulsados de sus tierras por otras tribus, en la provincia romana.
Una inscripción estimada en el 189 menciona una expedición contra los burios.

## Consecuencias

### Mortandad de la peste

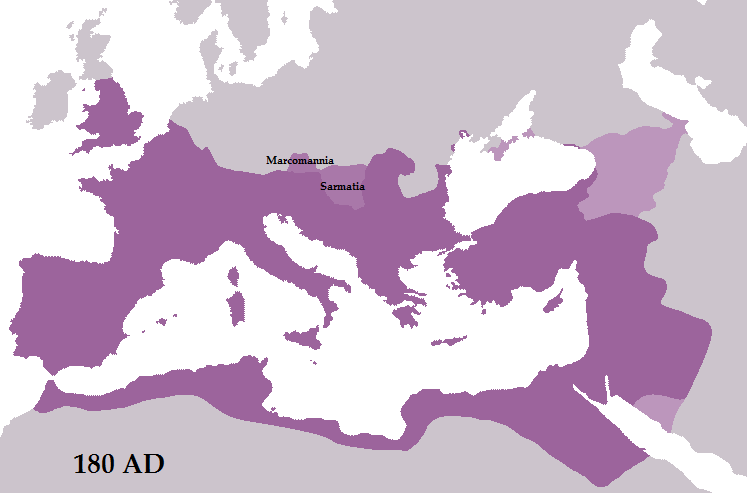
Mapa del Imperio al morir Marco Aurelio. El púrpura más claro los territorios de Marcomania y Sarmatia al norte del Danubio y en el Oriente se aprecian los reinos clientes de Armenia, Colchis, Iberia y Albania en el Cáucaso.

La plaga fue menos letal que la peste negra, pero bien pudo matar unos tres millones y medio a siete millones de personas en el Imperio según el médico Donald R. Hopkins, ejecutivo del Centro Carter y director interino de los Centros para el Control y Prevención de Enfermedades, o siete a diez millones «por encima de la tasa de mortalidad normal» acorde a Robert J. Littman, profesor de clásicos antiguos, y Maxwell L. Littman, microbiológo. El historiador Richard Duncan-Jones cree que pudo tener una tasa de mortalidad cercana al 25 o 33% de los infectados y el total de muertos se estima en un 10 a 14% de los súbditos de los césares. Dejó despobladas amplias zonas rurales, especialmente en Italia, donde muchos pueblos y granjas fueron abandonados, reducidos a maleza y ruinas; aunque el proceso había empezado antes de la plaga.
Marco Aurelio permitió el ingreso de inmigrantes de Germania, esperando poder romanizarlos con el tiempo, siendo muy criticado, pues se considera el inicio de la barbarización del Imperio. La peste volvería a atacar intermitentemente, hacia 189 un feroz rebrote causaba la muerte de 2000 personas diarias en la capital imperial. La situación se mantendría durante dos siglos más y afectaría principalmente a ciudades y campamentos militares.
La catástrofe de la plaga también disminuyó considerablemente el rico comercio entre el Egipto romano con la India y el Sudeste asiático; dicho intercambio económico jamás pudo recuperarse.

### Inestabilidad
La guerra contra los marcomanos y sus aliados fue el conflicto más largo del Imperio romano. Dicho Estado, como la poderosa China han en el otro extremo de Eurasia, carecía de la superioridad militar y tecnológica para aniquilar a las tribus septentrionales que siempre amenazaron sus fronteras. Al contrario de la idea popular surgida por películas como Gladiador (EE. UU., 2000), donde legiones avanzan en formación de testudo y con apoyo de catapultas contra un «primitivo enemigo rebelde», los combates tenían mucho de enfrentamientos hombre a hombre donde los romanos pasaban grandes dificultades y su superioridad tecnológica y organizativa no era decisiva.
La muerte de Marco Aurelio significó el fin del Alto Imperio, dos siglos de relativa estabilidad gubernamental, y pronto comenzaría la crisis del siglo III, donde vivieron invasiones bárbaras, guerras civiles constantes y fugaces emperadores. No debe olvidarse que las tribus septentrionales, a pesar de estar en guerras permanentes entre sí, usualmente alentadas por Roma, siempre esperaban alguna señal de debilidad imperial, usualmente por el Danubio por el simple hecho de que la frontera era mayor. Las incursiones enfrentadas por este emperador resultaron ser un preludio de las que acabarían con el Imperio.
El fortalecimiento de las fronteras danubianas y la prohibición de aproximarse al río para las tribus germanas, garantizó la paz para Panonia hasta los tiempos de Valeriano y Galieno.

### Marcomania y Sarmacia
La Historia Augusta dice que Marco Aurelio deseaba crear dos nuevas provincias, Marcomannia y Sarmatia, «Marcomania y Sarmacia», al norte del Danubio y lo hubiera hecho de no ser por la rebelión de Casio en el Oriente. Incluso se han descubierto monedas con la inscripción Propagatoribus Imperii, usada frecuentemente cuando se creaban nuevas provincias. Dicho evento fue lo que obligó al césar a hacer la paz con sus odiados yázigas. Según la Historia Augusta, de haber vivido un año más, hubiera convertido sus territorios en provincias.
Eruditos modernos consideran que hay suficientes evidencias arqueológicas de campamentos romanos en las actuales Austria, República Checa y Eslovaquia para llamar a esos territorios «provincias en fase de ocupación». Pero otros creen que esos fuertes no son señal de un deseo de conquistar esos pueblos, sino de castigar y controlar a un enemigo fiero, garantizando la capacidad de mandar expediciones muy profundo en Germania.

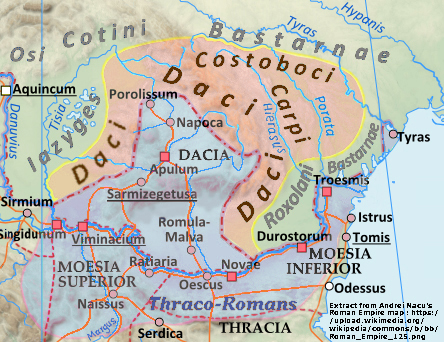
Mapa de Dacia, en azul los territorios romanos y en rojo las zonas bajo influencia de los dacios libres.

Dicho esfuerzo se debió al fracaso en dominar a dichos pueblos por los métodos tradicionales (diplomacia, comercio y fuerza militar) por la incapacidad de intimidarlos con las legiones por la peste, obligando a una ocupación directa como la única manera de acabar definitivamente con la guerra; una estrategia (anexar tierras enemigas) muy similar a la usada en Oriente. La obsesión del césar era alejar las fronteras lo más posible de Italia para prevenir una nueva invasión.
En cuanto a la economía, suponía un gran coste la construcción de toda la infraestructura militar necesaria para asegurar el dominio de la zona y, a diferencia de Dacia, no había ricas minas auríferas en la zona que motivaran una migración que ayudara a romanizarla. Marcomannia y Sarmatia eran ricas en agua y madera, esta última, un producto que empezaba a escasear en el Imperio por la deforestación. Otra diferencia es que era mucho más fácil anexar y romanizar un reino unificado como el dacio, que un conglomerado de tribus autónomas levemente aliadas entre sí. Por otra parte, tampoco se debe olvidar que hubo un «intenso contacto» entre ambas orillas del Danubio, el que solo empezó a disminuir después del siglo III. El rico comercio, entrega de regalos a jefes amigos y relaciones personales con oficiales romanos llevó a la fundación de numerosos asentamientos en el curso norte del río, formándose una cultura homogénea a los dos lados de la frontera, tanto que era difícil distinguirlos.
La creación de estas provincias «transdanubianas» exigiría formar dos nuevas legiones por provincia o trasladarlas del interior, donde eran innecesarias; eso sin contar con las nuevas unidades auxiliares. Sin embargo, al morir Marco Aurelio estos territorios ya tenían guarniciones más grandes que la Panonia Inferior y Superior, lo que indica la dificultad para dominarlos. Vista de esa manera, la decisión de Cómodo es parecida a la de Adriano, quien abandonó los territorios al este del Éufrates por no poder mantenerlos.
Algunos creen que Marcomannia probablemente incluyera toda Bohemia y Moravia hasta los montes Metálicos, las montañas de los Gigantes y las Beskides. En cambio, Sarmatia sería toda la Gran llanura húngara desde el Danubio hasta los Cárpatos. Sin embargo, Birley cree que Marcomania solo llegaría hasta Ratisbona, Strakonice, Tábor, Brno y los Cárpatos Blancos, formando un solo comando militar con Recia y Germania Superior. Se ha llegado a considerar que, debido a la dispersión de fuerzas que supondría anexar las tierras de marcomanos, yázigas y cuados, el plan romano era anexar solo las tierras de estos últimos, a fin de crear una cuña entre los otros dos, impidiéndoles nuevas alianzas, similar a lo que se hizo al conquistar Dacia. Al parecer, por haber sido gobernador de Panonia Inferior, Pompeyano fue el autor de la idea de conquistar a los yázigas, pero este plan fue dejado de lado después de la invasión de los marcomanos, en quienes se centraron los esfuerzos bélicos.
Estos proyectos fueron cancelados por su inesperada muerte, pero son comparables a los intentos de Augusto en Germania dos siglos antes. Tampoco debe olvidarse que el Principado o Alto Imperio osciló entre emperadores expansionistas y sucesores que solían preocuparse en consolidar los territorios. Así, Marco Aurelio podía encajar en la primera categoría de césares y su hijo en la segunda. Se ha especulado que si hubiera anexado aquellas tierras al final hubieran sido abandonadas por Aureliano, como sucedió con Dacia.

## En la cultura popular
Las películas estadounidenses La caída del Imperio romano (1964) y Gladiador (2000) se ubican en este periodo, comenzando con una batalla final entre romanos y germanos y la muerte de Marco Aurelio. La británica Rey Arturo (2004) se centra en la vida de los descendientes de los guerreros yázigas enviados a Britania.
La serie de novelas históricas The Romanike por Codex Regius (2006-2014) es un relato ficticio de las motivaciones de la invasión de los catos.

### Clásicas
- Amiano Marcelino. Historias. Libro 29. Digitalizado por Tertullian. Basado en traducción latín-inglés por Charles Duke Younge, Londres: Bohn, 1862. Versión latina en UChicago.
- Claudiano. Panegírico en honor al VI consulado del emperador Honorio. Digitalizado en UChicago, basado en traducción latín-inglés por Maurice Platnauer, Harvard University Press, colección Loeb Classical Library, 1922. También versión en latín de la misma edición.
- Elio Aristides. Oraciones. Versión digitalizada en Perseus. Basado en edición griega de Wilhelm Dindorf, Leipzig: Weidmann, 2 volúmenes, 1829.
- Galeno de Pérgamo. Sobre el orden de mis propios libros. Traducción griego antiguo-inglés por Peter N. Singer en Galen: Selected Works, Oxford: Oxford University Press, 1997. Traducción griego antiguo-francés por Véronique Boudon-Millot en Galien: Oeuvres, tomo I, Paris: Les Belles Lettres, 2007.
- Justino Mártir. Epístola de Marco Aurelio al Senado, en la que testifica que los cristianos fueron la causa de su victoria. En Alexander Roberts, Sir James Donaldson, Arthur Cleveland Coxe & Allan Menzies, editores (1885). The apostolic fathers. Justin Martyr. Irenaeus. Tomo I de The Ante-Nicene Fathers (ANF). C. Scribner's Sons, pp. 187. Digitalizado en Christian Classics Ethereal Library (CCEL).
- Luciano de Samósata. Alejandro. Traducción griego-inglés y notas por A. M. Harmon, 1936, edición de Loeb Classical Library en 9 volúmenes, publicado por Harvard University Press.
- Marco Aurelio. Meditaciones. Libros 1 y 2. Madrid: Editorial Gredos, 5.ª reimpresión, 2001 (original de 1977), introducción de Carlos García Gual, traducción griego-español y notas por Ramón Bach Pellicer. ISBN 84-249-3497-0. Digitalizado en Academia Archivado el 22 de marzo de 2020 en Wayback Machine.. Versión en griego digitalizada en Perseus. Edición de Jan Hendrik Leopold, Leipzig: B. G. Teubneri, 1908.
- Marco Cornelio Frontón. Cartas al Emperador Vero. Digitalizado en Remacle por Thierry Vebr. Edición y traducción de M. Armand Cassan, 1830, París: ed. Levavasseur. Colección en latín en The Latin Library.
- Pausanias. Descripción de Grecia. Libro 10. Digitalizado por Perseus. Basado en traducción griego-inglés en W.H.S. Jones & H.A. Ormerod, 4 volúmenes, Harvard University Press & William Heinemann Ltd., 1918.
- Tertuliano. A Escápula. Publicado en New Advent. Traducción latín-inglés por S. Thelwall. De Alexander Roberts, James Donaldson & A. Cleveland Coxe (editor). Ante-Nicene Fathers. Tomo III. Búfalo: Christian Literature Publishing Co., 1885. Revisado y digitalizado por Kevin Knight.
- Tertuliano. Apologética. Publicado en Tertullian. Traducción latín-inglés por Pedro Manero. Digitalizado en 2004 por Roger Pearse.

### Modernas
- Adams, Geoff W. (2013). Marcus Aurelius in the Historia Augusta and beyond. Lexington Books. ISBN 9780739176382.
- Aitken-Burt, L. (2016). "Rain from God(s)? How can the reliefs depicting the “RainMiracle” from the Column of Marcus Aurelius in Rome illuminate the conflicting Christian and pagan textual accounts of this event?". Rosetta, núm. 18, pp. 16–47.
- Bichir, Gheorghe (1976). "History and Archaeology of the Carpi from the 2nd to the 4th centuries AD". British Archaeological Reports (supplementary series), no. 16, Oxford.
- Duncan-Jones, Richard (1996). "The impact of the Antonine plague". Journal of Roman Archaeology, vol. 9, pp. 108–136.
- Frankfurter, David (1998). Religion in Roman Egypt: Assimilation and Resistance. Princeton University Press. ISBN 9780691070544.
- Fruncht, Richard C. (2005). Eastern Europe. Tomo III. ABC-CLIO. ISBN 9781576078006.
- Groag, Edmund (1900). "Cornelius 109". En Paulys Realencyclopädie der classischen Altertumswissenschaft (RE). Vol. IV, núm. 1, Stuttgart.
- Haensch, Rudolf (1998). "Statthalterinschriften". Zeitschrift für Papyrologie und Epigraphik, núm. 122, pp. 286–288.
- Heather, Peter (2010). Empires and Barbarians: The Fall of Rome and the Birth of Europe. Oxford University Press. ISBN 9780199752720.
- Hoops, Johannes (1969). Reallexikon der germanischen Altertumskunde: Zweite vollig neu bearbeitete und stark erweiterte Auflage unter Mitwirkung zahlreicher Fachgeleharter. Tomo XX. W. de Druyter.
- Hopkins, Donald R. (2002). The Greatest Killer: Smallpox in History. University of Chicago Press. ISBN 9780226351681.
- Israelowich, Ido. "The Rain Miracle of Marcus Aurelius: (Re-) Construction of Consensus". Greece & Rome, Vol.55, Núm. 1, abril de 2008, pp. 83–102.
- Jones, Michael E. (1998). The End of Roman Britain. Ithaca: Cornell University Press. ISBN 978-0-80148-530-5.
- Kehne, P. & Tejral, J. (2001). "Markomannen. Markomannenkrieg". RGA Núm. 19, pp. 290–321.
- Kulikowski, Michael (2016). The Triumph of Empire. Harvard University Press. ISBN 9780674659612.
- Littman, Robert J. & Maxwell L. Littman (1973)."Galen and the Antonine Plague". The American Journal of Philology.Vol. 94, No. 3, pp. 243–255.
- McLaughlin, Raoul (2010). Rome and the Distant East: Trade Routes to the Ancient Lands of Arabia, India, and China. Continuum. ISBN 978-1847252357.
- Michel Christol, D. Nony (2005). De los orígenes de Roma a las invasiones bárbaras. Ediciones AKAL. Traducción inglés-español de Guillermo Fatas Cabeza. ISBN 9788476001479.
- Migliorati, Guido (2011). Iscrizioni per la ricostruzione storica dell'Impero romano da Marco Aurelio a Commodo. Milán: EDUCatt.
- Mikl-Curk, Iva (1999). "Arma virumque...": ob tvarnih virih o rimski dobi na Slovenskem. Liubliana: DZS. ISBN 86-341-2168-2.
- Mócsy, András (2014). Pannonia and Upper Moesia: a history of the middle Danube provinces of the Roman Empire. Routledge. ISBN 9781317754251.
- Potter, David (2009). A Companion to the Roman Empire. Wiley-Blackwell. ISBN 9781405199186.
- Ruffolo, Giorgio (2004). Quando l'Italia era una superpotenza: Ilferro di Roma e l'oro dei mercanti . Turín: Giulio Einaudi. ISBN 9788806168049.
- Scheidel, Walter (1990). "Probleme der Datierung des Costoboceneinfalls im Balkanraum unter Marcus Aurelius". Historia: Zeitschrift für Alte Geschichte, n.º 39, vol. 4, pp. 493–498. JSTOR 4436170.
- Schütte, Gudmund (1917). Ptolemy's maps of northern Europe: a reconstruction of the prototypes. Copenhague: H. Hagerup.
- Smith, William, ed. (1870). Dictionary of Greek and Roman Biography and Mythology. Tomo I. Boston: Little Brown.
- Vijg, Jan (2011). The American Technological Challenge: Stagnation and Decline in the 21st Century. Algora Publishing. ISBN 9780875868851.
- Whittaker, C. R. (2004). Rome and Its Frontiers: The Dynamics of Empire. Routledge. ISBN 9781134384136.

### Artículos
- Havliš, Jan; Jan van Steenbergen & Ferenc Váloczy (2005). Boiohaemia - Roman Empire province Archivado el 27 de enero de 2021 en Wayback Machine. Ti Pémiši Kšichtni (The Bohemian History).
- Lendering, Jona. Dio on the Rain Miracle. Web Livius. Publicado el 30 de noviembre de 2015. Consultado el 19 de marzo de 2020.
- Pacheco López, Carlos Javier (2006). Marco Aurelio y la frontera del Danubio. Web Satrapa1.
- Rodríguez González, Julio. "Las Guerras Marcomanas de Marco Aurelio". Desperta Ferro. Publicado el 15 de marzo de 2020. Consultado el 2 de junio de 2020. Este artículo apareció publicado en el Desperta Ferro Antigua y medieval n.º 10 como adelanto del siguiente número, el Desperta Ferro Antigua y medieval n.º 11: El Imperio romano. De Trajano a Marco Aurelio.